# Palmengewächse
Die Palmengewächse oder Palmen (Arecaceae oder Palmae) sind eine Familie der Ordnung der Palmenartigen (Arecales) innerhalb der Monokotyledonen (Einkeimblättrigen Pflanzen). Verwandte Arten waren schon vor etwa 70 Millionen Jahren in der Kreidezeit weit verbreitet. Die Familie enthält 183 Gattungen mit etwa 2600 rezenten Arten.
In der Familie der Palmengewächse findet sich das längste Blatt (bei Palmen der Gattung Raphia mit bis zu 25 Meter Länge), der größte Samen (von der Seychellenpalme Lodoicea maldivica mit bis zu 22 Kilogramm Gewicht) und der längste Blütenstand des Pflanzenreichs (in der Gattung Corypha mit einer Länge von etwa 7,5 Metern und geschätzten 10 Millionen Blüten pro Blütenstand).

## Beschreibung und Ökologie

### Erscheinungsbild
Die Vertreter der Palmengewächse sind sehr vielgestaltig. Sie können klein, mittelgroß oder groß (bis zu 60 m Stammhöhe bei der Quindio-Wachspalme) sein, stehen einzeln oder in Gruppen (Cluster), sind bewehrt oder unbewehrt. Sie können mehrmals im Leben (pleonanth) oder nur einmal im Leben blühen (hapaxanth).
Der Stamm ist „verholzt“. Er ist schlank bis massiv, sehr kurz bis sehr hoch, er kann kriechend, unterirdisch, kletternd oder aufrecht sein. Normalerweise ist der Stamm im oberirdischen Bereich unverzweigt, selten ist er dichotom verzweigt. Dem Stamm fehlt ein Kambium, Palmen verfügen daher über kein sekundäres Dickenwachstum, weshalb sie nicht zu den Bäumen gerechnet werden. Bei manchen Palmen tritt jedoch ein diffuses Dickenwachstum auf. Die Internodien sind kurz bis lang. Die Blattnarben sind auffällig bis unauffällig. Bei manchen Palmen treten Stelzwurzeln auf.

### Blätter

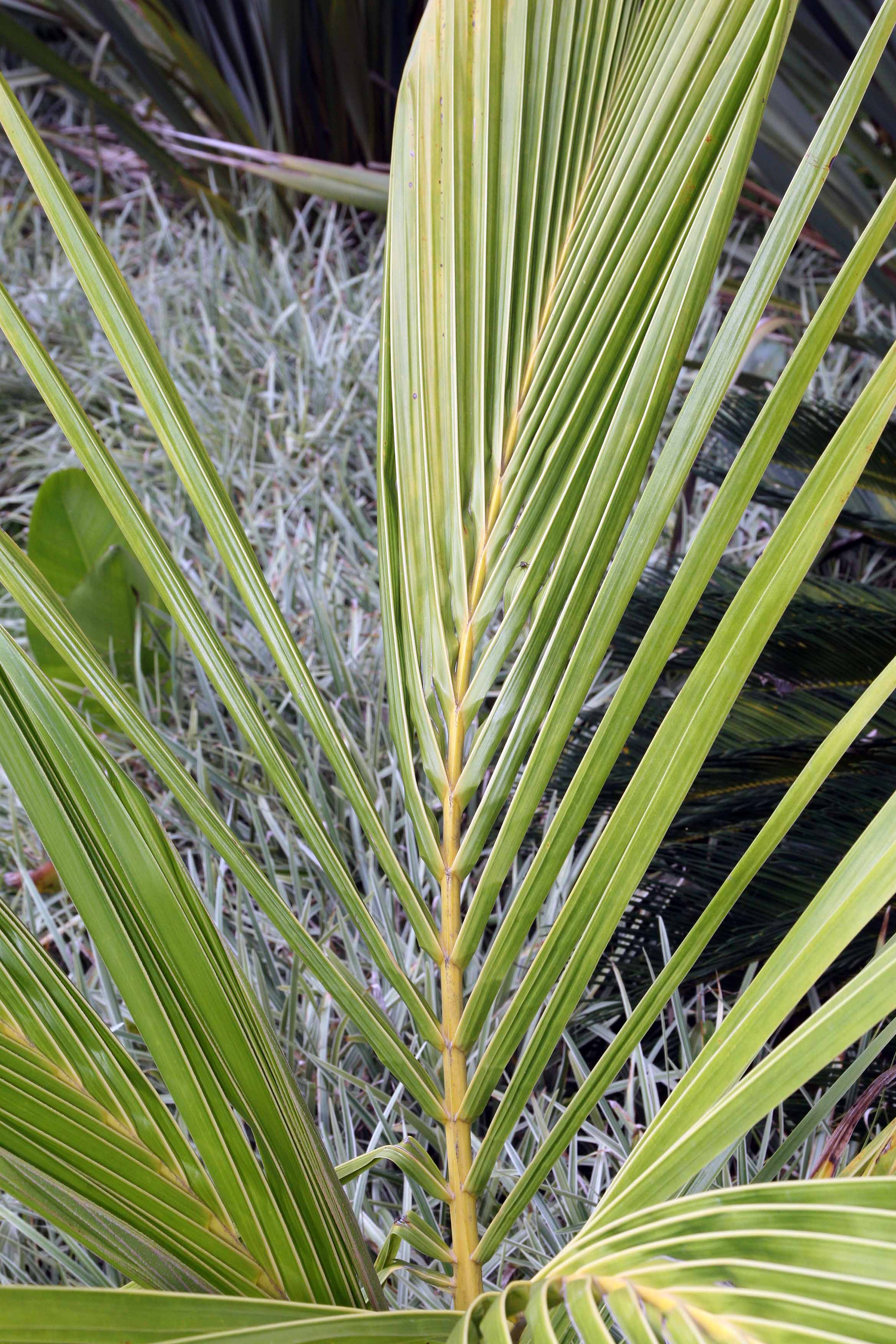
Blatt der Kokospalme (Cocos nucifera)

Die Laubblätter sind wechselständig und stehen in spiraliger Anordnung, selten zweizeilig (distich). Die Blattspreite wird anfangs immer ungeteilt gebildet, häufig spaltet sie sich später auf. Die Blätter können mit Stacheln oder Borsten bewehrt sein, sie sind kahl oder verschiedenartig mit Schuppen und/oder Haaren besetzt. Manchmal besitzen sie ein Ligula-ähnliches Anhängsel an beiden Seiten oder vor dem Blattstiel. Die Blattscheiden bilden manchmal einen Kronschaft. Der Blattstiel ist meist deutlich ausgebildet. Er ist unbewehrt oder verschieden bewehrt. Eine Hastula kann ausgebildet sein oder fehlen.
Die Form der Blattspreite ist gefächert (palmat, Fächerpalme), costapalmat, gefiedert (pinnat, Fiederpalme), doppelt gefiedert (bipinnat), zweiteilig (bifid) oder ungeteilt, dann aber mit fiederförmiger Aderung. In der Knospe ist das Blatt gefaltet. Später reißt die Spreite entweder entlang der adaxialen Faltkanten auf (induplicat) oder entlang der abaxialen Kanten (reduplicat). Nur selten reißt sie zwischen den Faltkanten auf oder überhaupt nicht. Die derart entstehenden Segmente oder Fiederchen sind lanzettlich oder linealisch bis hin zu rhombisch oder keilförmig. Im Querschnitt sind die Fiederchen bei den induplicaten Blättern V-förmig, bei den reduplicaten A-förmig. Sie sind einfach oder mehrfach gefaltet, meist besitzen sie eine Mittelrippe und zahlreiche parallel verlaufende Nebenadern. Die Segmente reißen selten zwischen diesen Nebenadern weiter ein. Die Spreite kann unterschiedlich behaart oder beschuppt sein, auch Stacheln und Borsten kommen vor. Die proximalen Blättchen können bei kletternden Arten zu Dornen umgewandelt sein (Akanthophylle), die Rhachis kann distal zu einer Kletterhilfe (Ranke) umgebildet sein und kann dann ebenfalls Akanthophylle tragen.

### Generative Merkmale

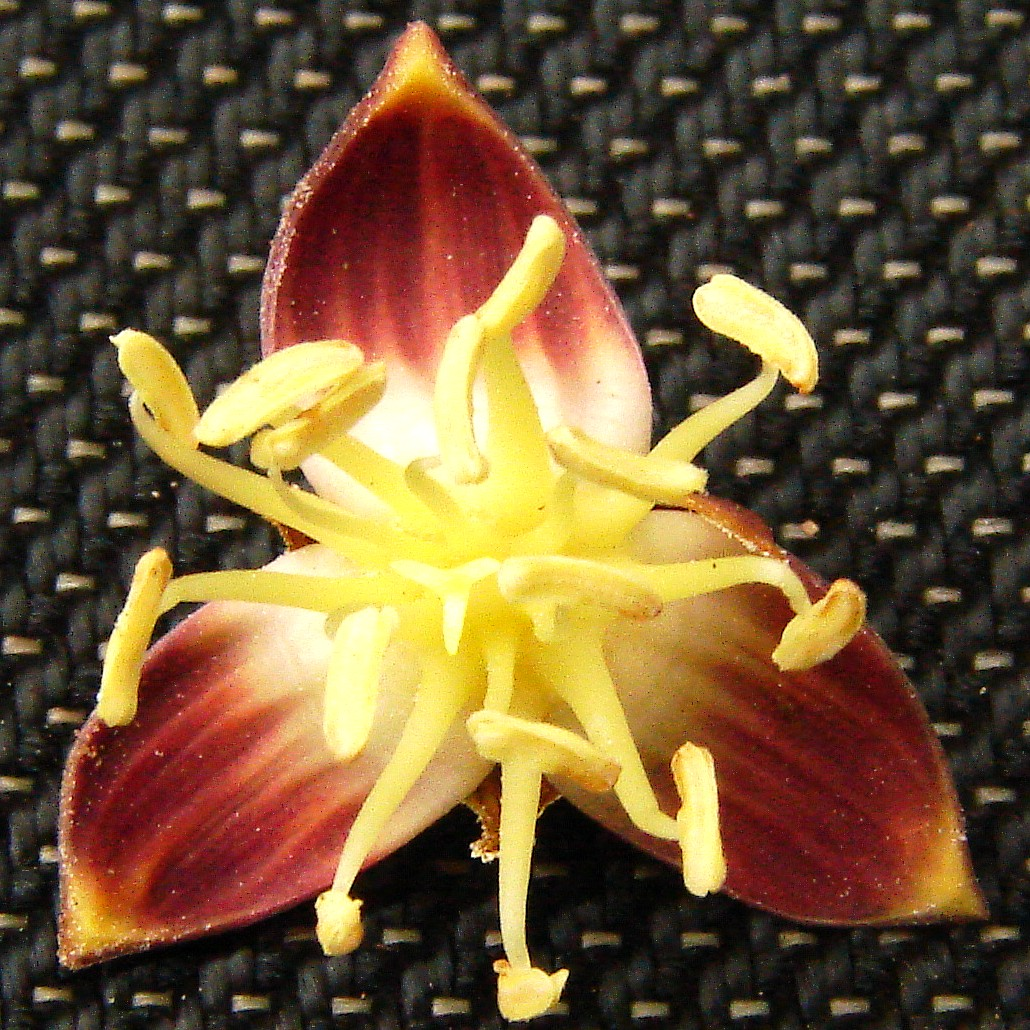
Männliche Einzelblüte von Jubaea chilensis

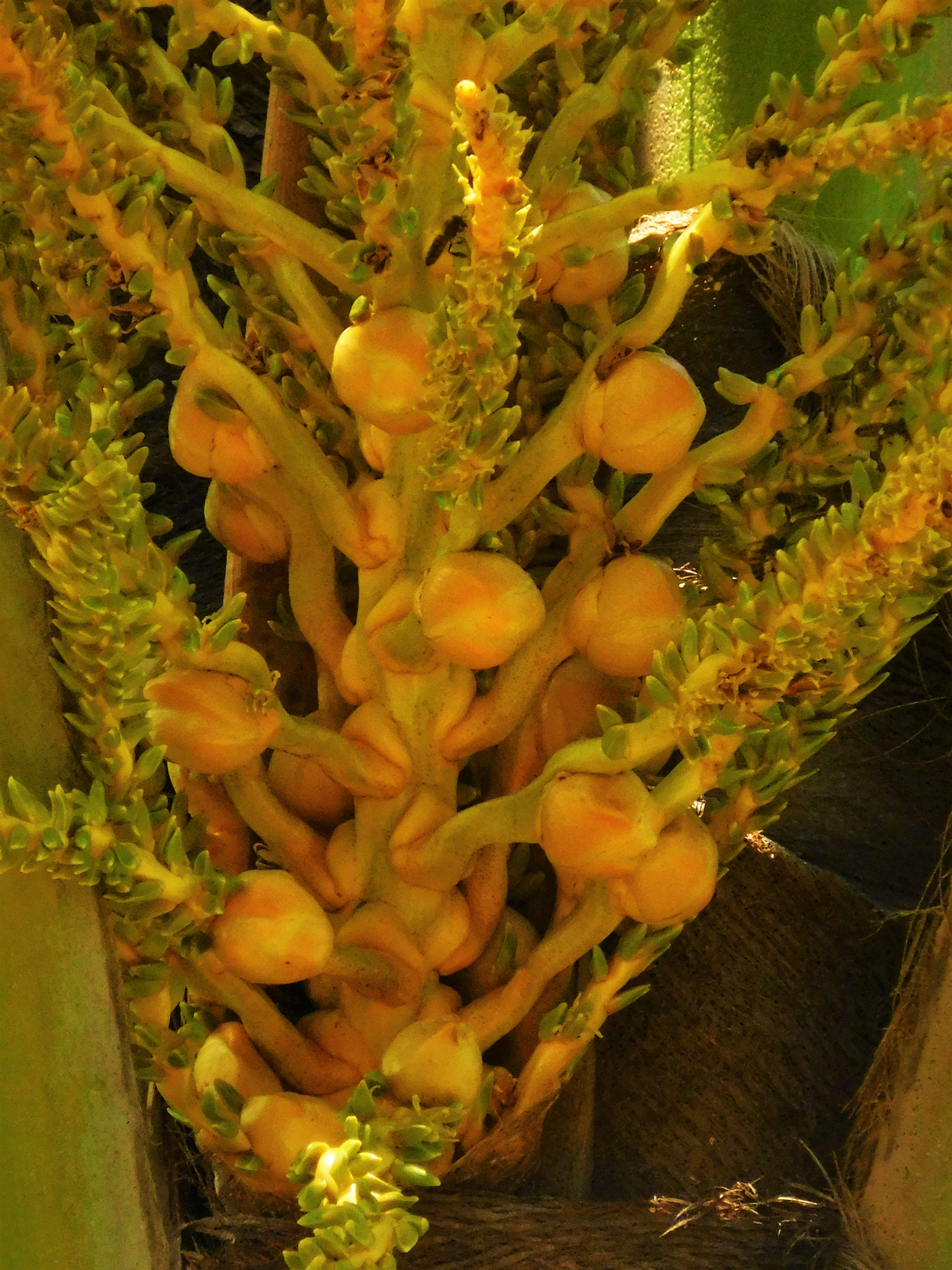
Blütenstand der Kokospalme (Cocos nucifera)

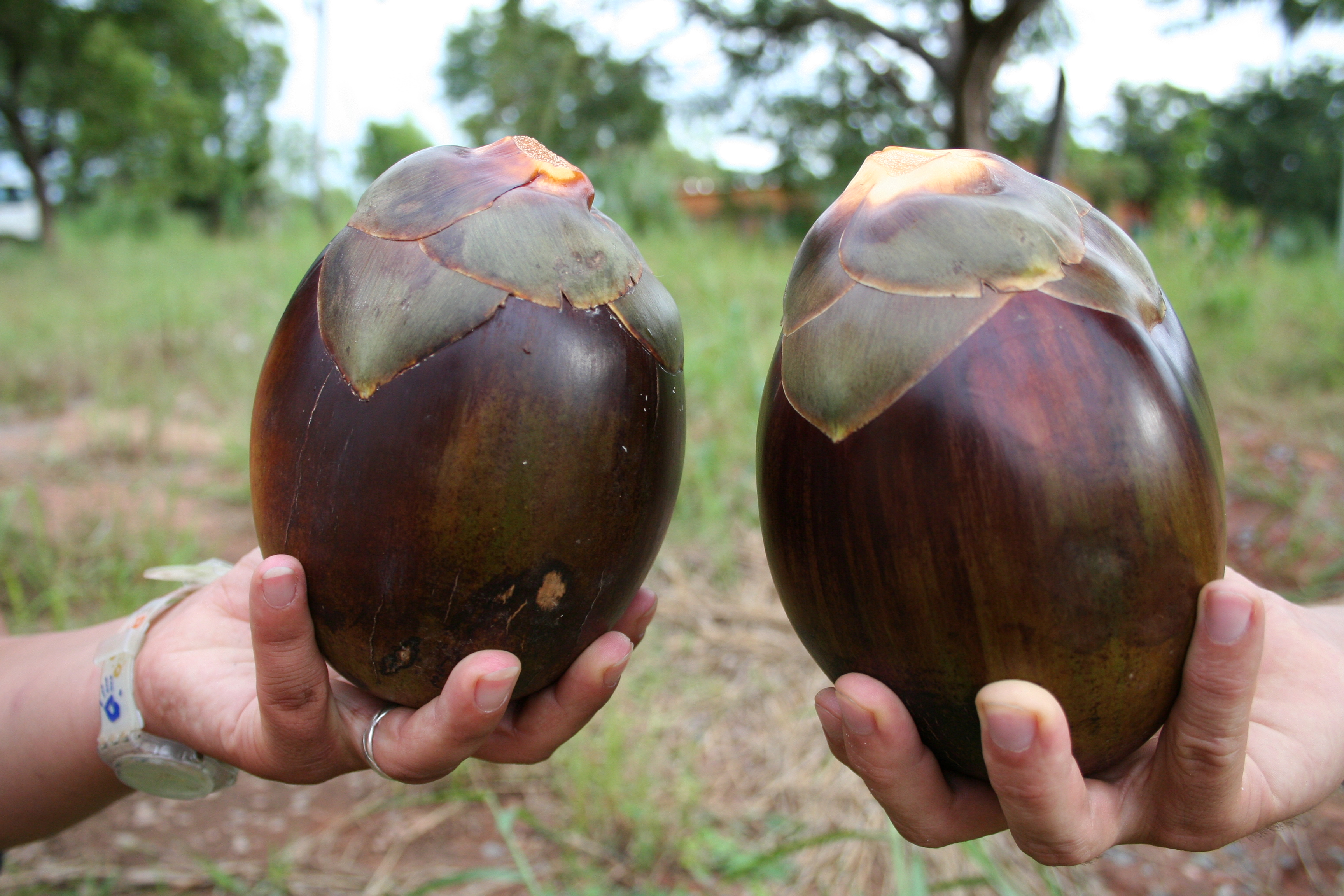
Unterfamilie Coryphoideae Tribus Borasseae: Früchte von Borassus akeassii

Die Blüten der Familie Arecaceae sind zwittrig oder eingeschlechtig. Die Arten sind polygam, monözisch oder diözisch.
Die Blütenstände befinden sich meist seitlich (oder seltener an) der Spitze. Befindet sich der Blütenstand an der Spitze der Palme (endständig = terminal), dann stirbt das Pflanzenexemplar nach dem Blühen und der Samenbildung ab; diese Arten sind hapaxanth, alle anderen sind ausdauernd und blühen mehrfach. Die meist stark verzweigten Blütenstände sind im knospigen Zustand von einer Spatha als Schutz umhüllt. Die Blüten können zwittrig sein, meistens sind sie aber eingeschlechtig. Es gibt einhäusige (monözische) und zweihäusige (diözische) Palmen-Arten. Die Blüten sind immer dreizählig und sind meistens radiärsymmetrisch, selten ist der Blütenaufbau schraubig. Es sind meist drei Kelch- und Kronblätter vorhanden; sie sind frei oder verwachsen. Es sind meist sechs, selten weniger Staubblätter vorhanden; davon sind oft einige zu Staminodien reduziert. Die drei Fruchtblätter können völlig frei sein oder an ihrer Basis verwachsen. Jedes Fruchtblatt enthält ein bis zwei Samenanlagen. Selten kann man einen Griffel erkennen und so sind die drei Narben je Blüte meist sitzend. Die Bestäubung erfolgt durch Insekten (Entomophilie) oder durch den Wind (Anemophilie).
Palmen bilden Schließfrüchte, meist harte Beeren oder Steinfrüchte. Das Perikarp ist glatt, behaart, mit Stacheln oder Schuppen besetzt. Die Früchte enthalten meist einen oder zwei bis drei, nur selten bis zu zehn Samen.

## Verbreitung
Palmen-Arten sind weltweit in tropischen und subtropischen Gebieten verbreitet. Die größte Artenvielfalt besitzen die tropischen Regenwälder; Palmen wachsen aber auch in einigen saisonalen oder semiariden Gebieten. Ein Beispiel für letzteres ist der recht palmenreiche Cerrado in Zentral-Brasilien.
Im Norden reicht das Areal der Palmen bis etwa 43° nördlicher Breite an der Côte d’Azur und der Insel Capraia vor Korsika (Chamaerops humilis), im Süden etwas über 44° auf den Chatham Islands nahe Neuseeland (Rhopalostylis sapida). In Nordamerika reicht Sabal minor bis fast 36° nördlicher Breite in North Carolina, Washingtonia filifera in Kalifornien bis 37°. In Südamerika reicht Jubaea chilensis in Chile bis 35° südlicher Breite. Auf dem asiatischen Festland reicht Nannorrhops ritchiana bis etwa 34° nördlicher Breite in Afghanistan und Pakistan. In Australien reicht Livistona australis über 37°, in Afrika Jubaeopsis caffra bis etwa 31°.

## Systematik

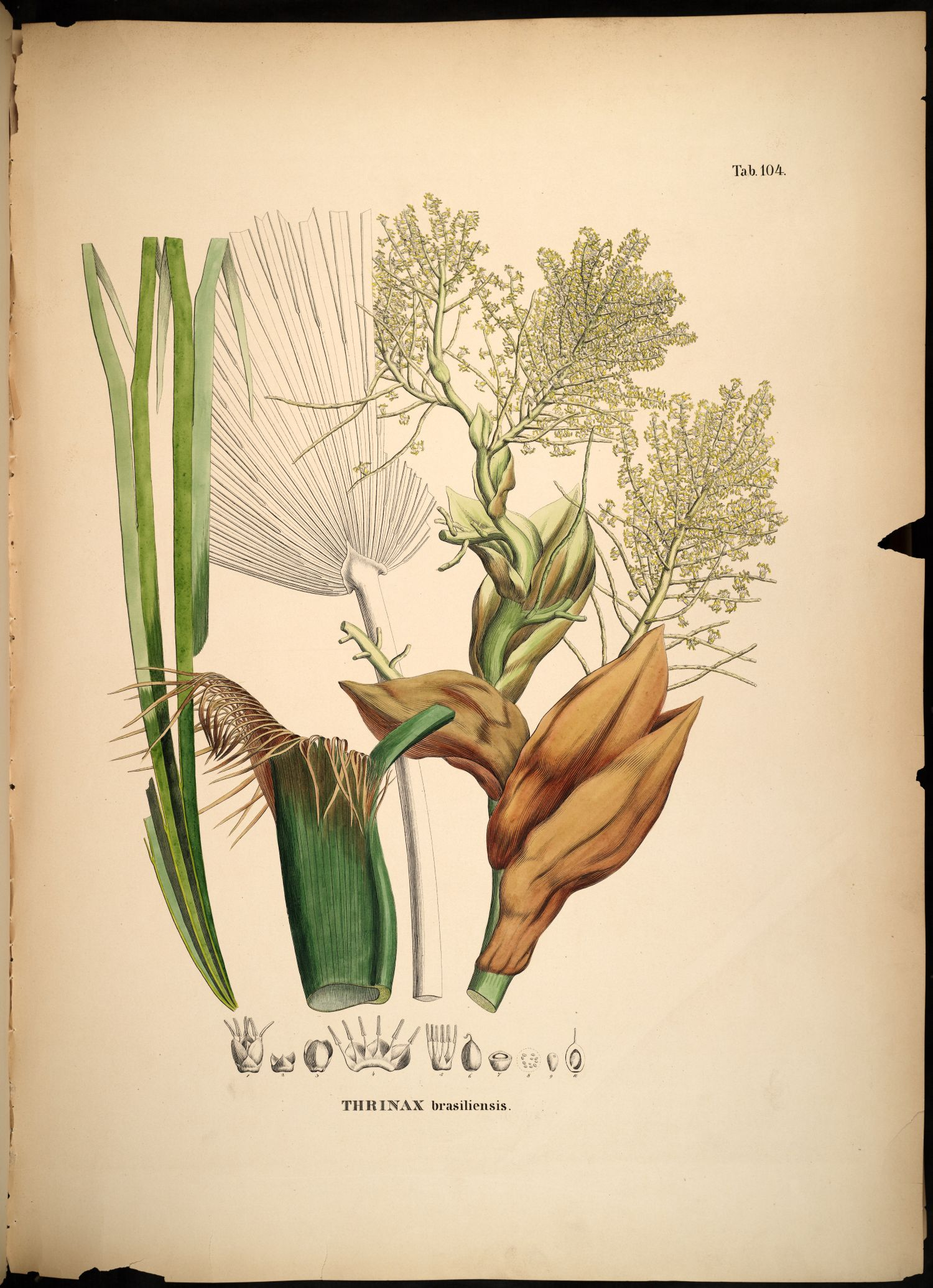
Illustration von Trithrinax brasiliensis

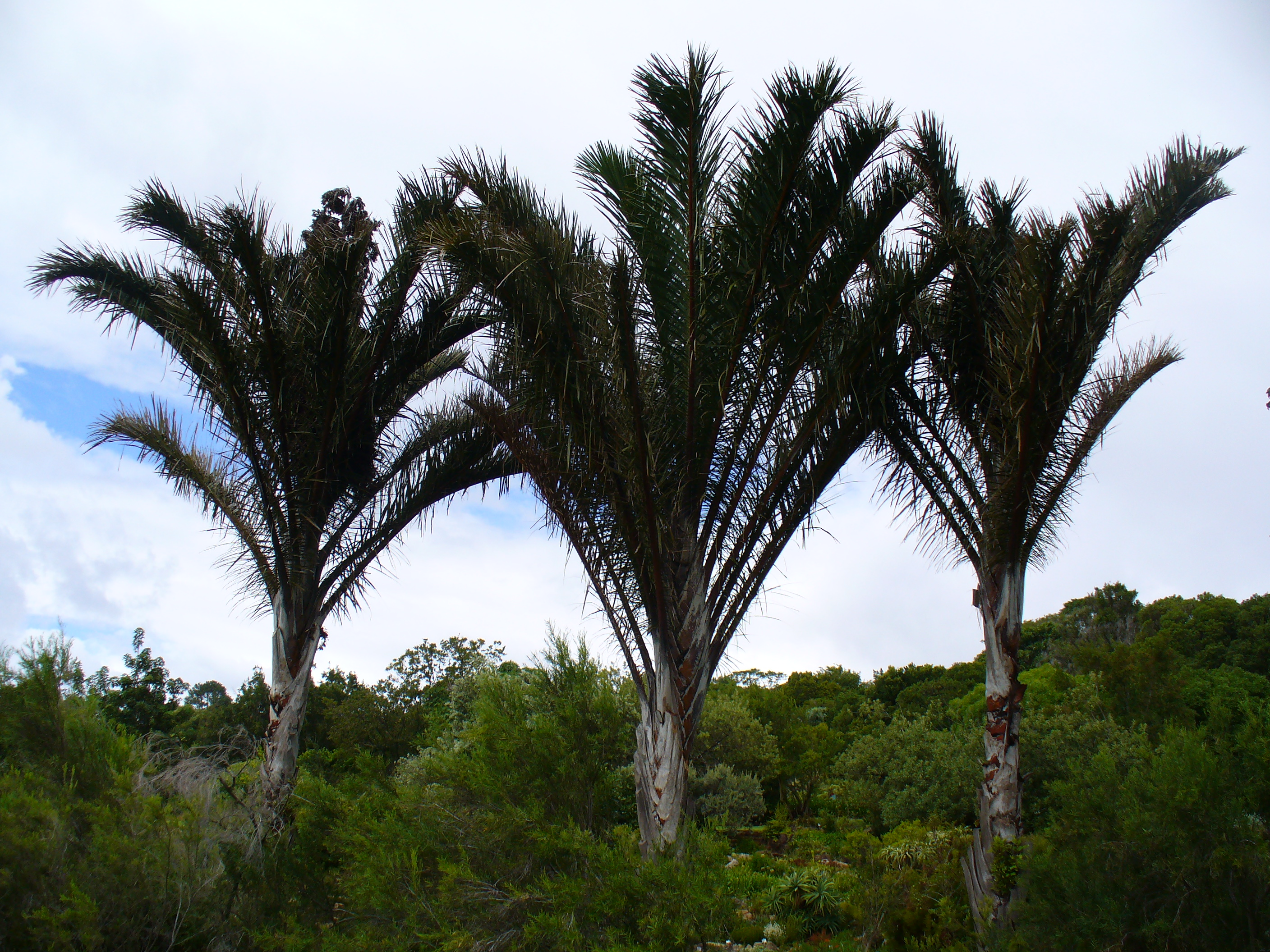
Unterfamilie Calamoideae Tribus Lepidocaryeae: Raphia australis

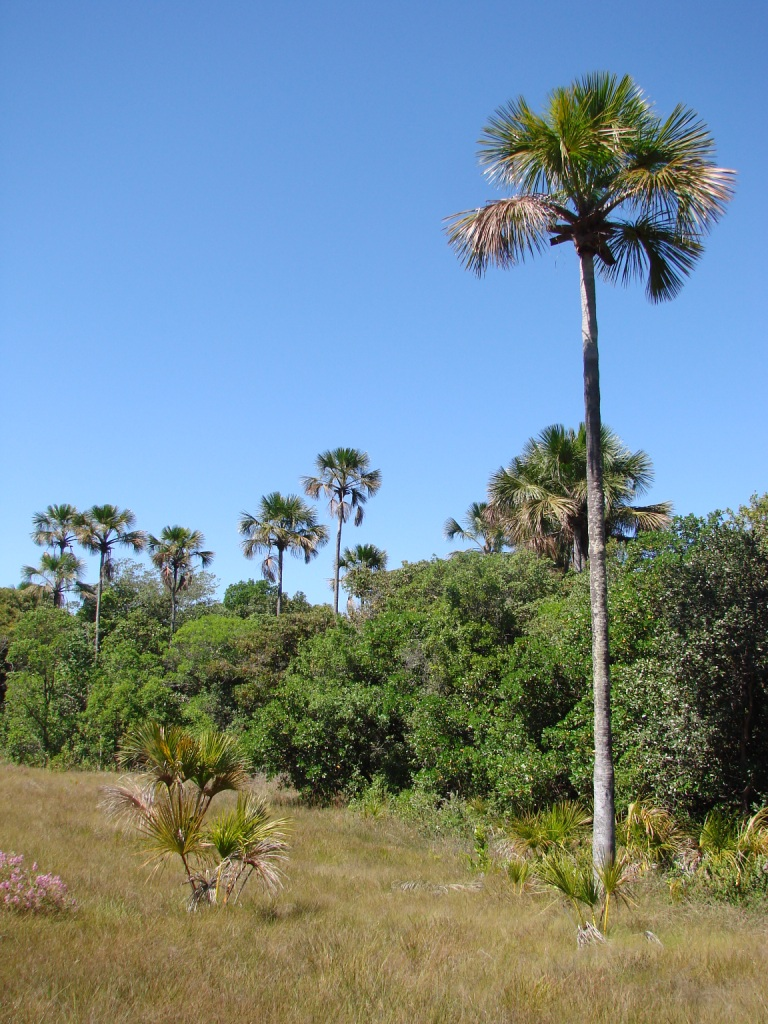
Unterfamilie Calamoideae Tribus Lepidocaryeae: Buriti-Palme (Mauritia flexuosa)

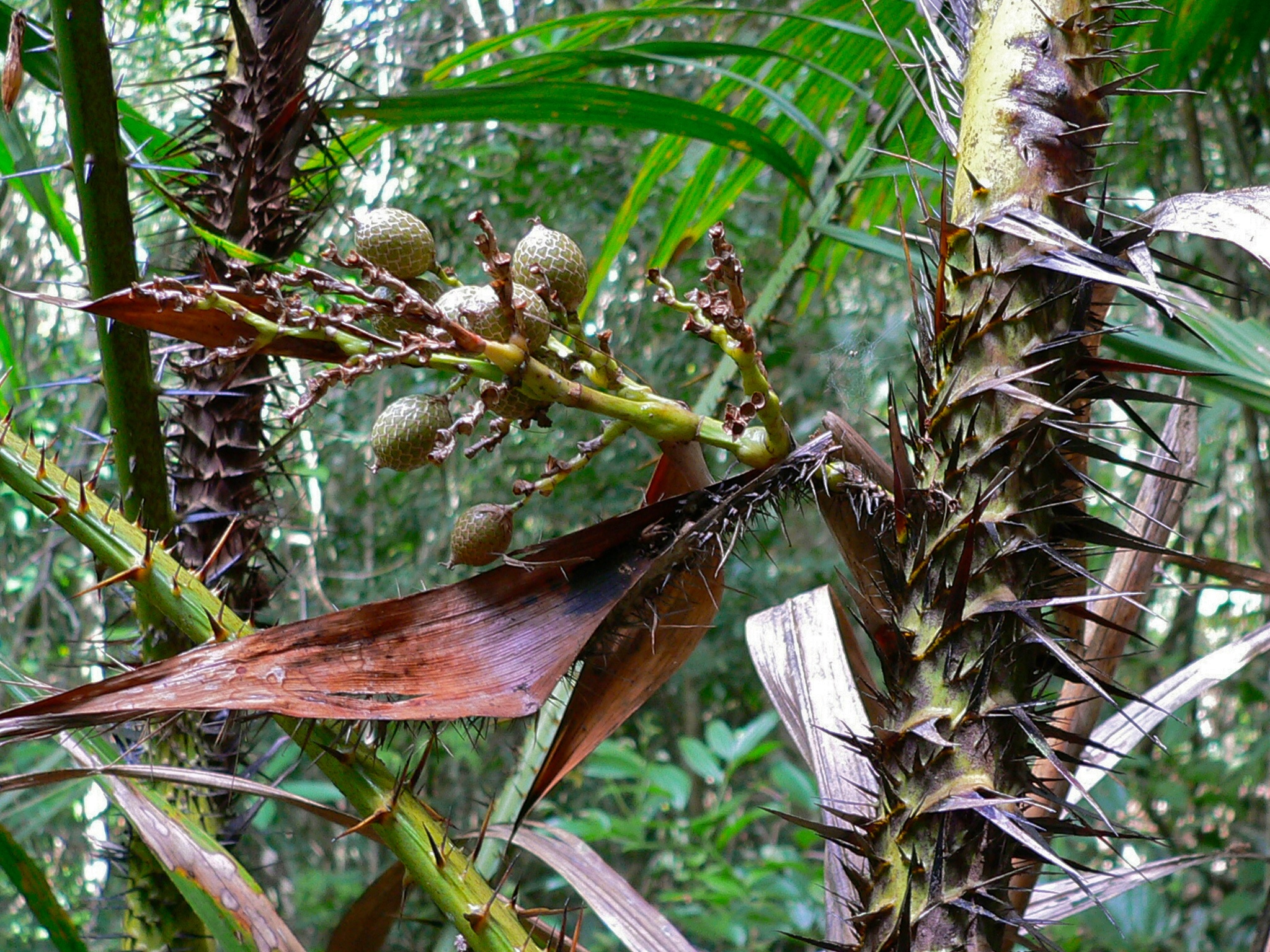
Unterfamilie Calamoideae Tribus Calameae: Calamus rotang

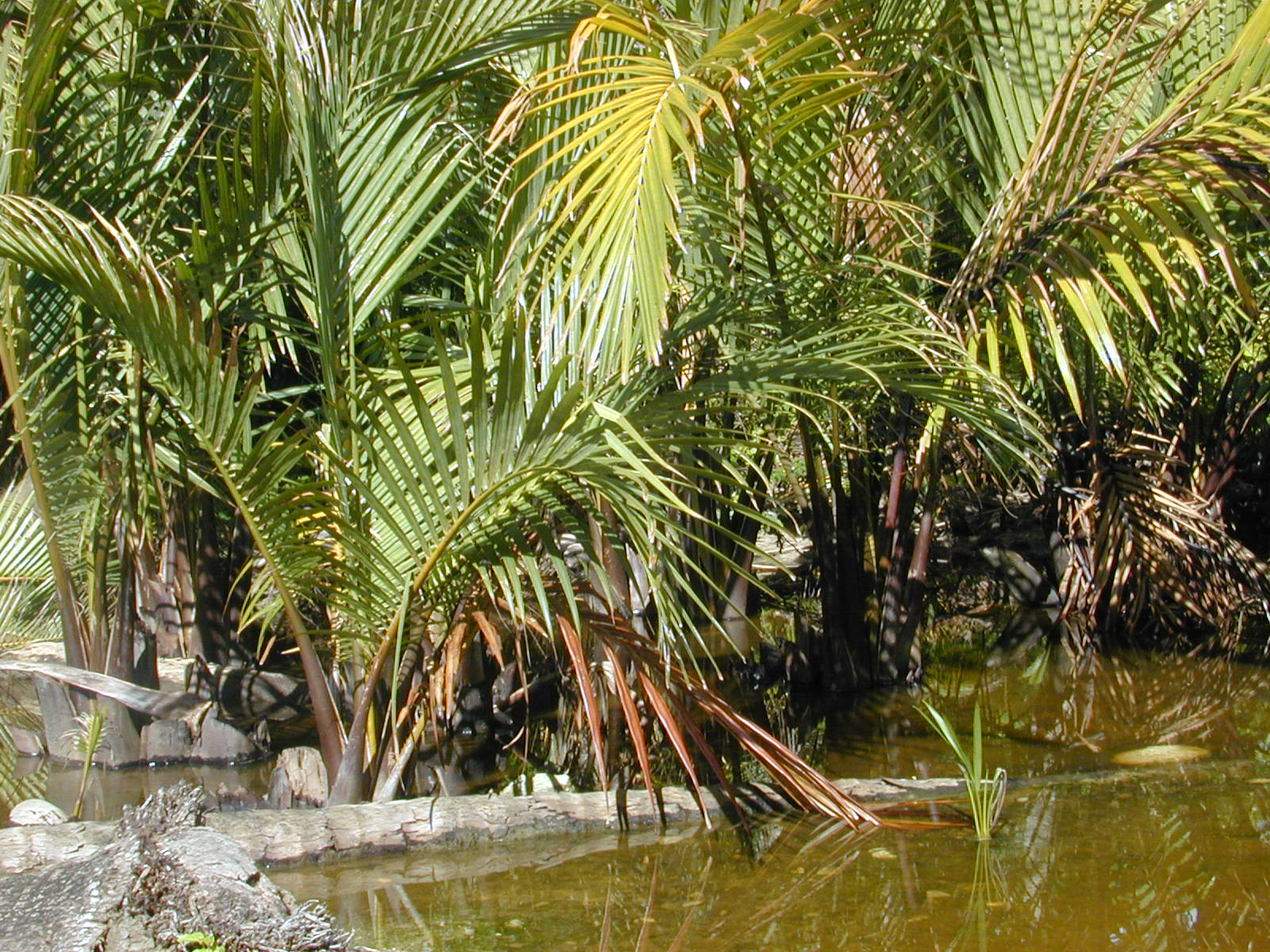
Unterfamilie Nypoideae: Nipapalme (Nypa fruticans)

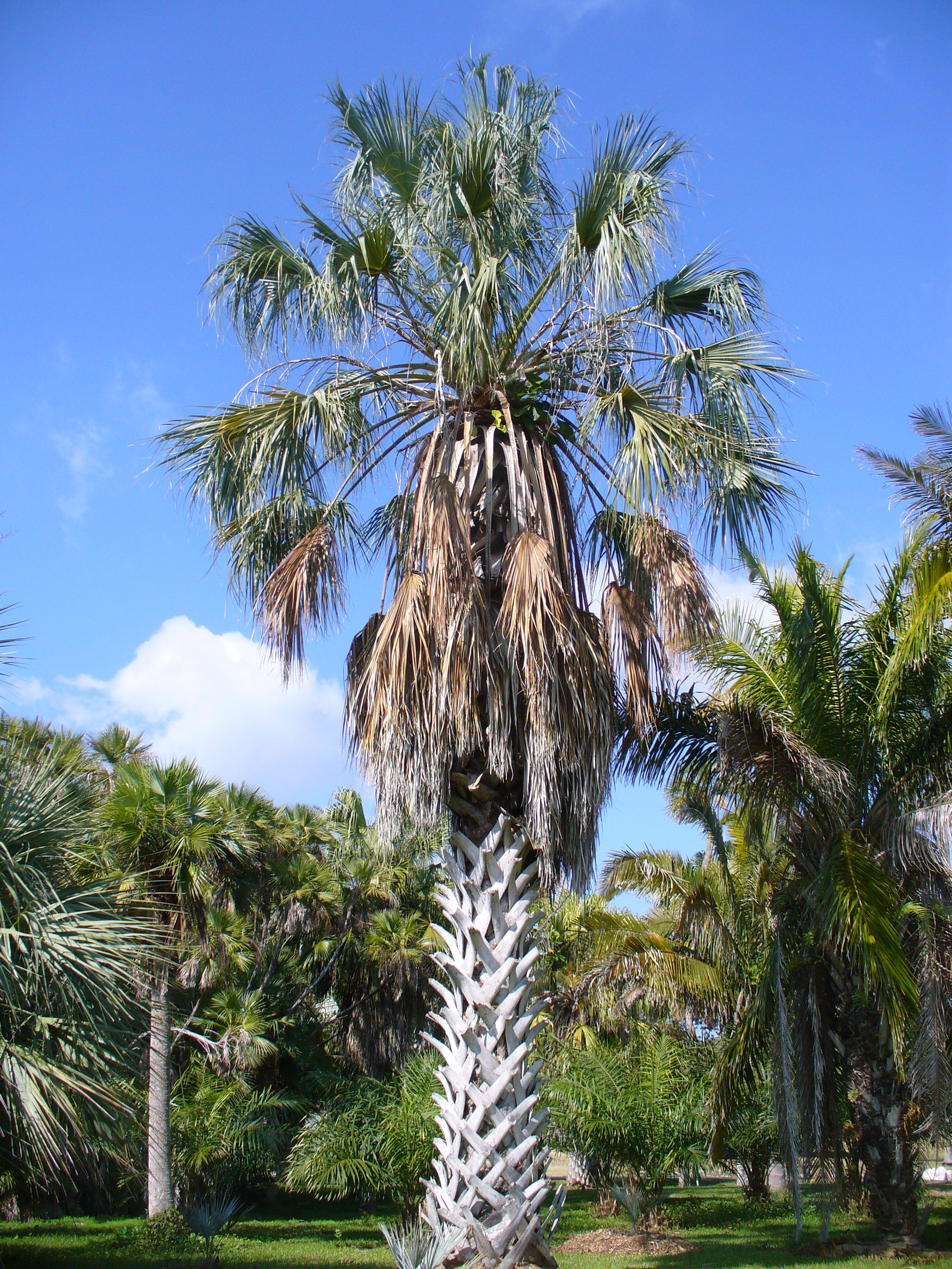
Unterfamilie Coryphoideae Tribus Sabaleae: Sabal uresana

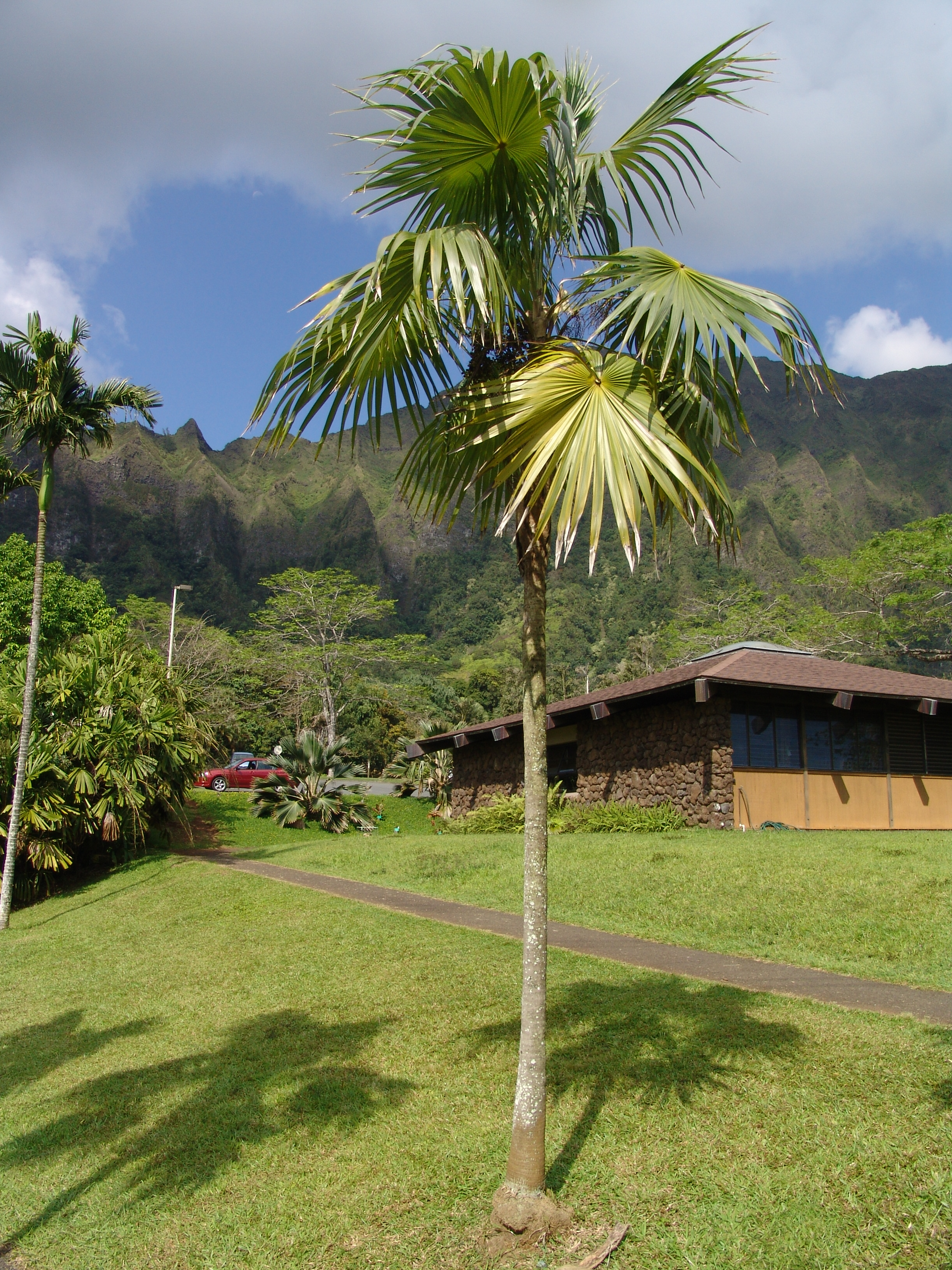
Unterfamilie Coryphoideae Tribus Cryosophileae: Thrinax radiata

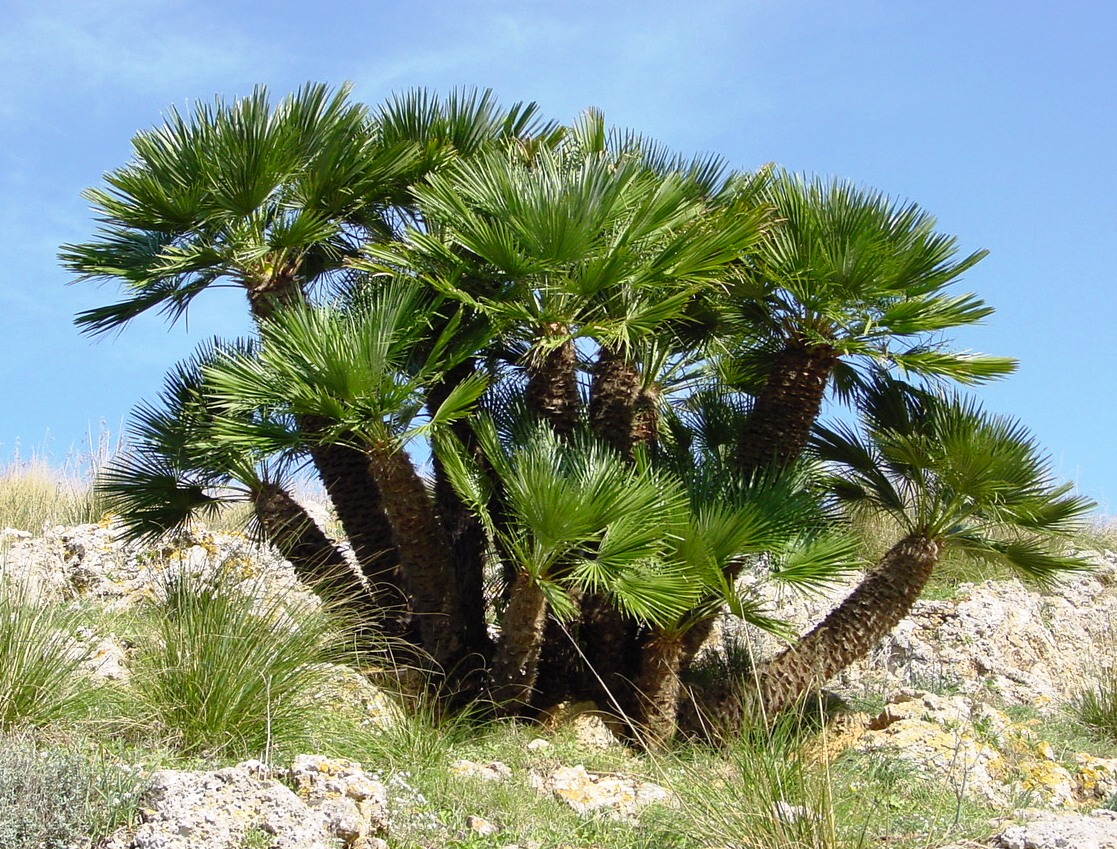
Unterfamilie Coryphoideae Tribus Trachycarpeae: Zwergpalme
(Chamaerops humilis)

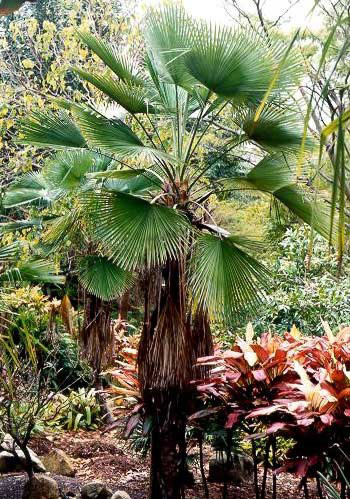
Unterfamilie Coryphoideae Tribus Trachycarpeae: Trachycarpus martianus

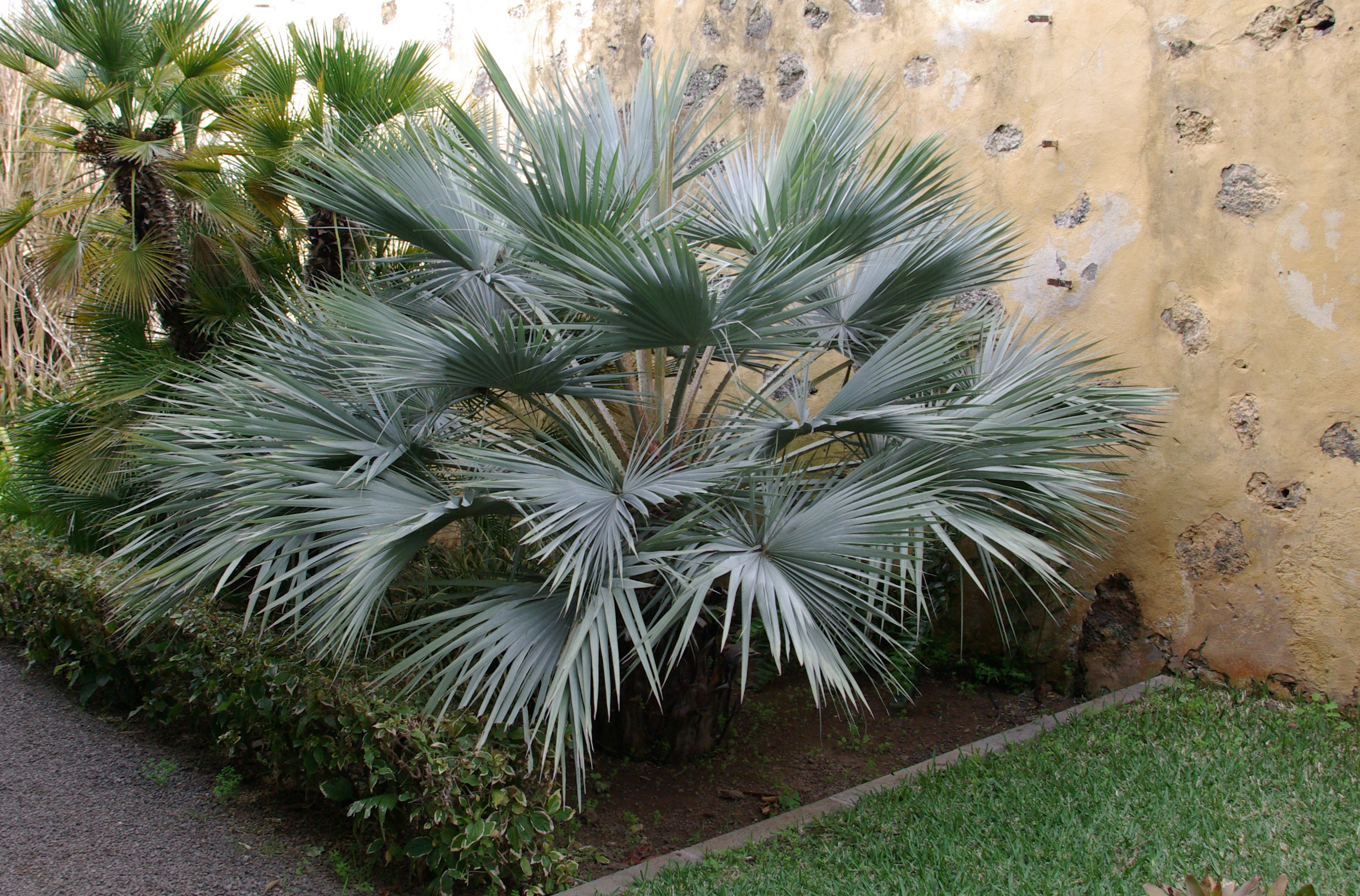
Unterfamilie Coryphoideae Tribus Trachycarpeae: Brahea armata

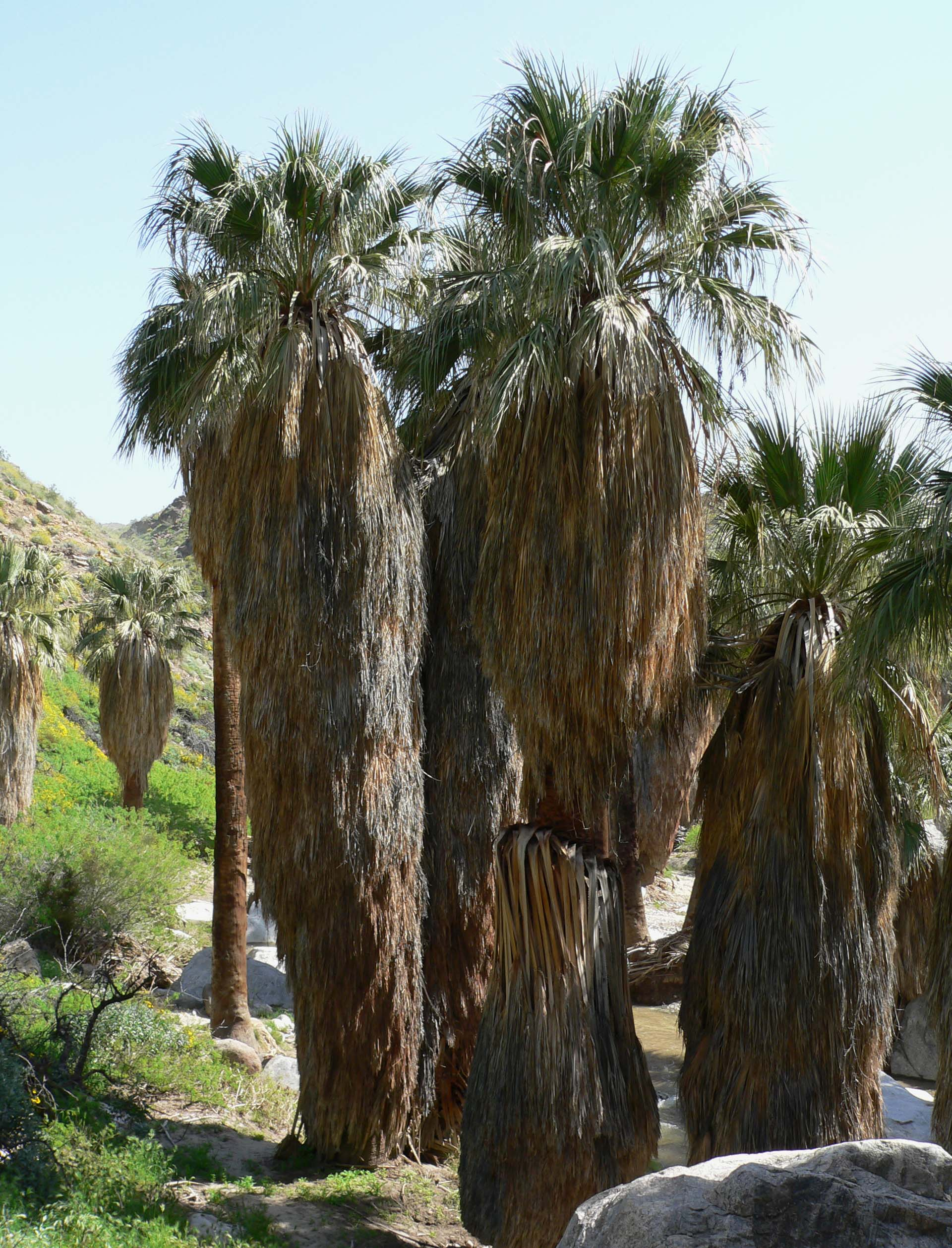
Unterfamilie Coryphoideae Tribus Trachycarpeae: Kalifornische Washingtonpalme (Washingtonia filifera)

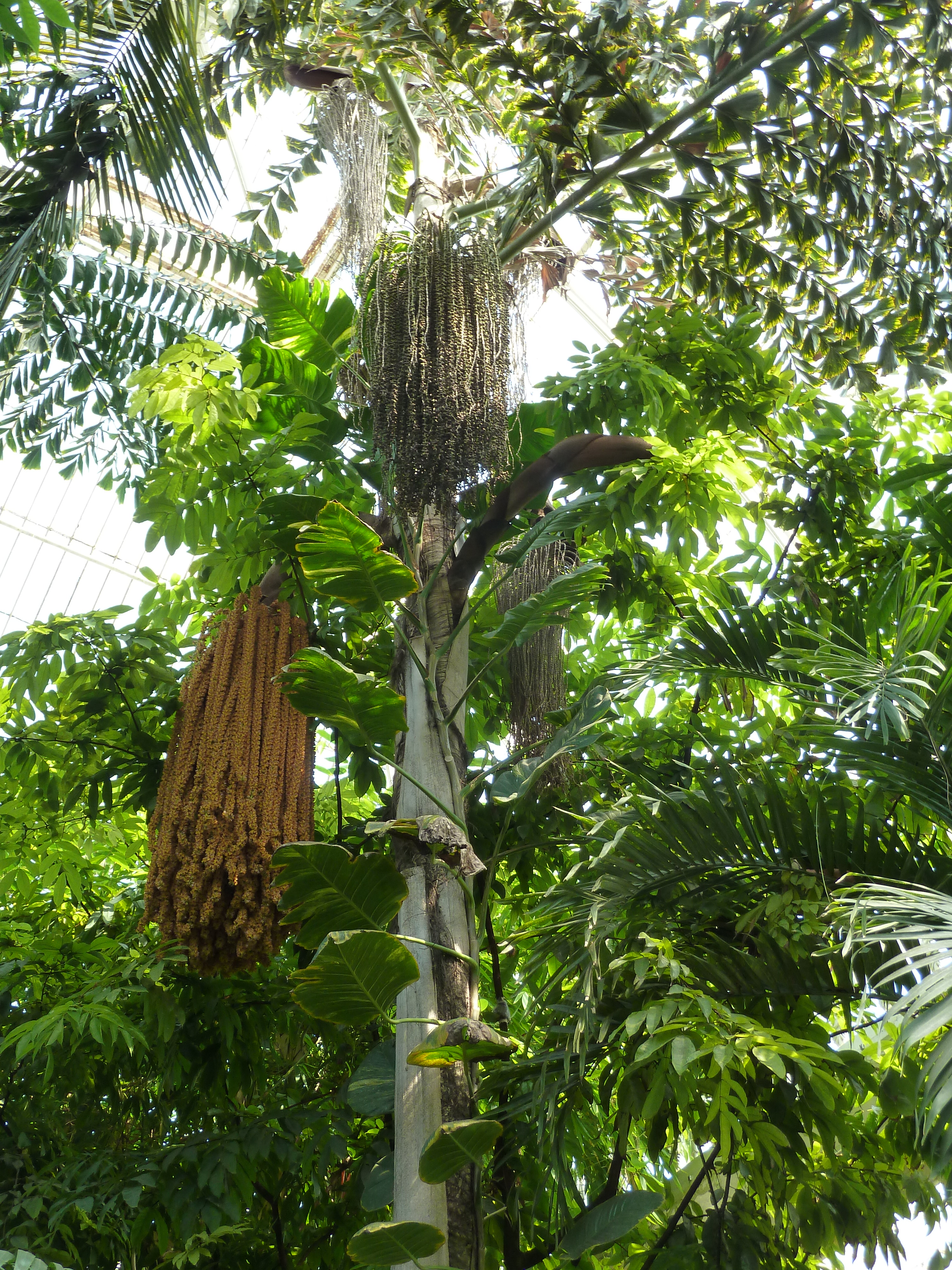
Unterfamilie Coryphoideae Tribus Caryoteae: Caryota rumphiana

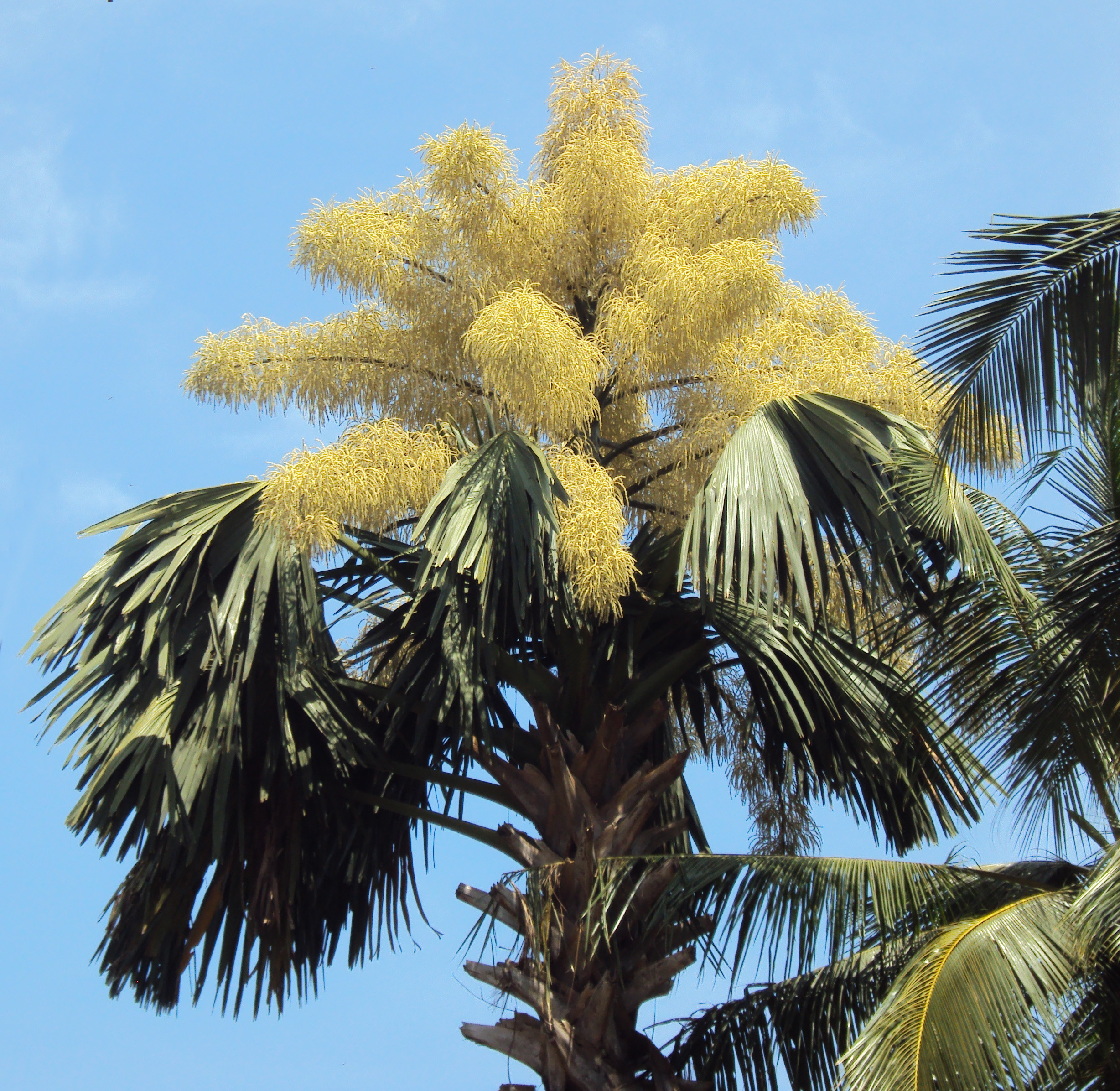
Unterfamilie Coryphoideae Tribus Corypheae: Talipot-Palme (Corypha umbraculifera)

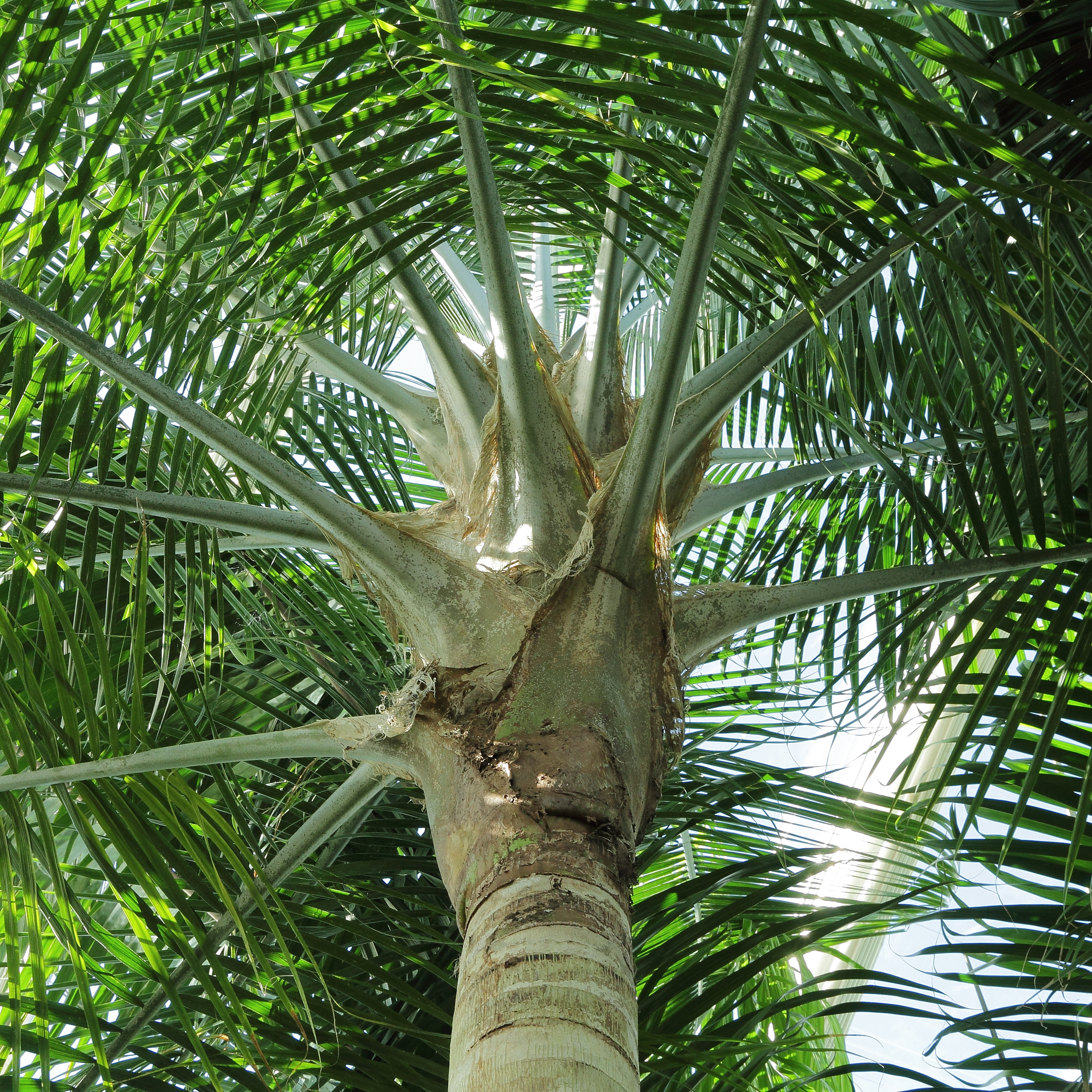
Unterfamilie Ceroxyloideae Tribus Ceroxyleae: Ravenea rivularis

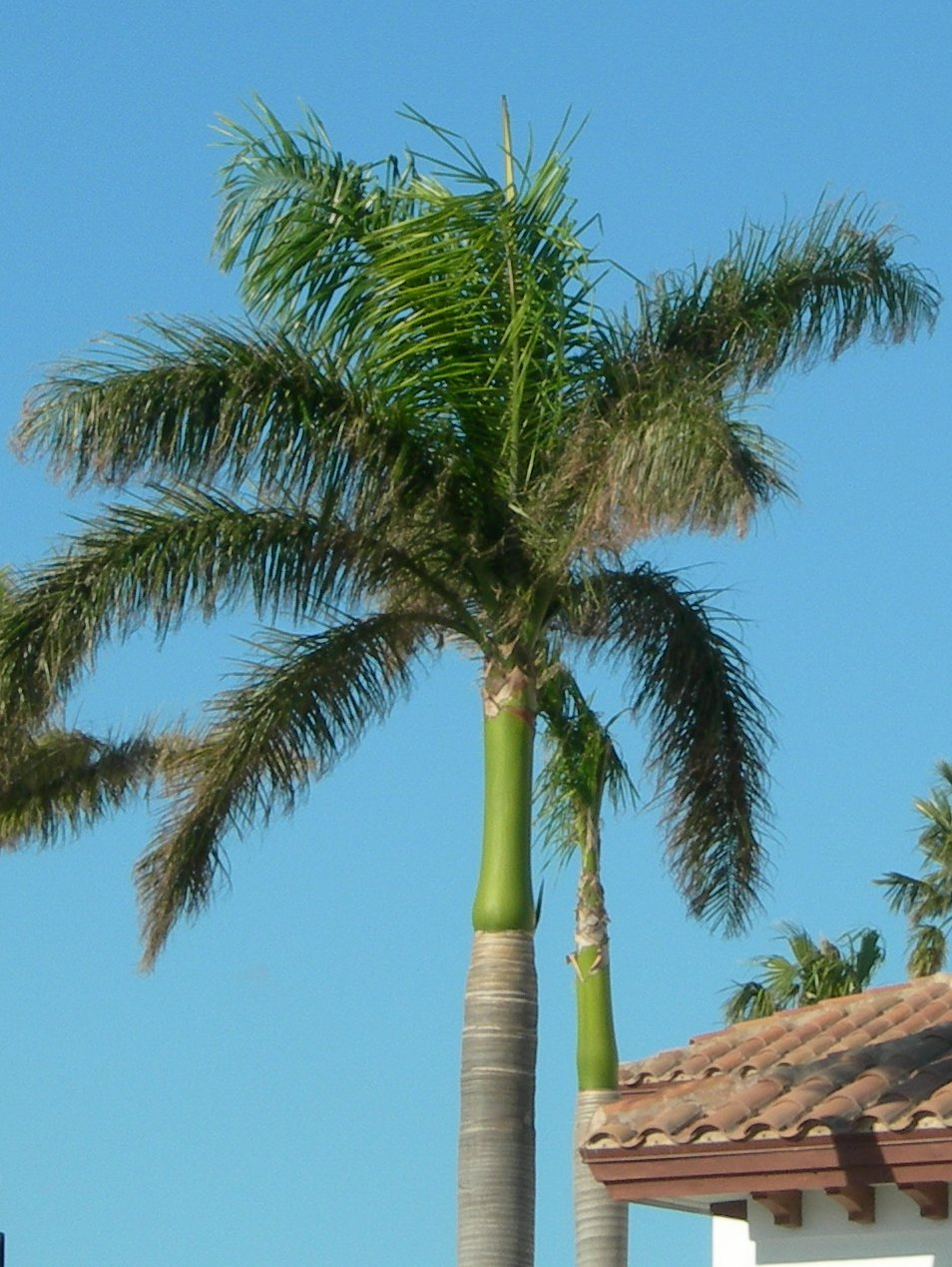
Unterfamilie Arecoideae Tribus Roystoneae: Kubanische Königspalme (Roystonea regia)

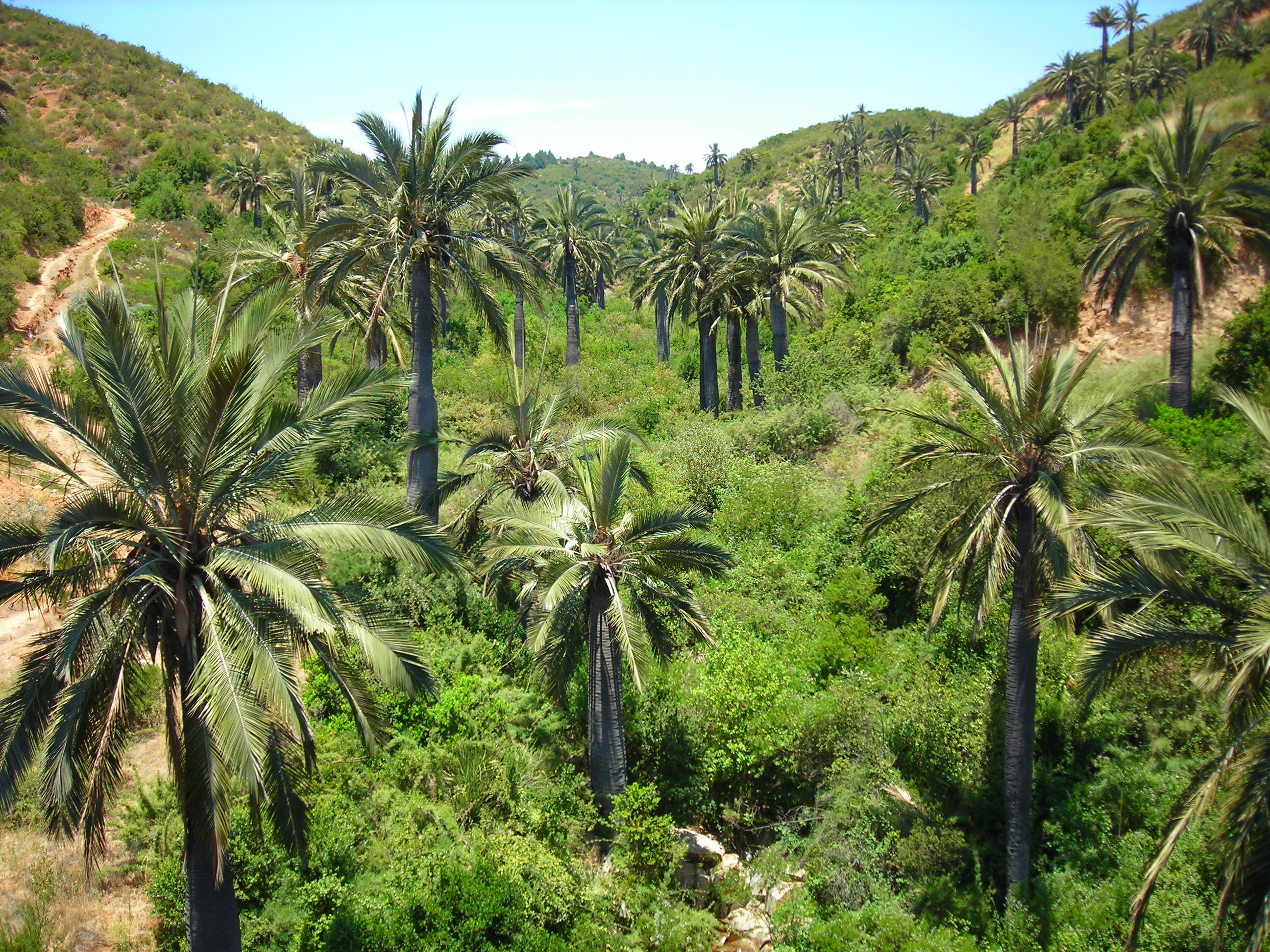
Unterfamilie Arecoideae Tribus Cocoseae: Jubaea chilensis

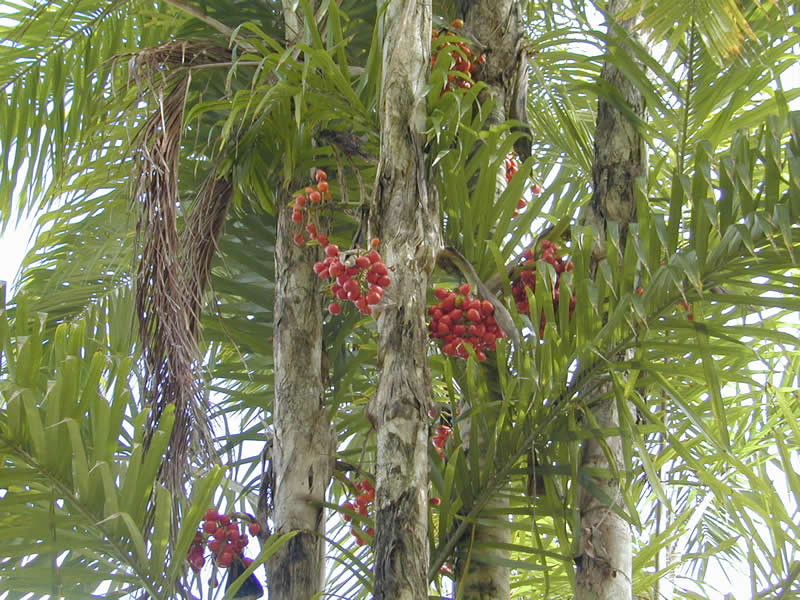
Unterfamilie Arecoideae Tribus Cocoseae: Pfirsichpalme (Bactris gasipaes)

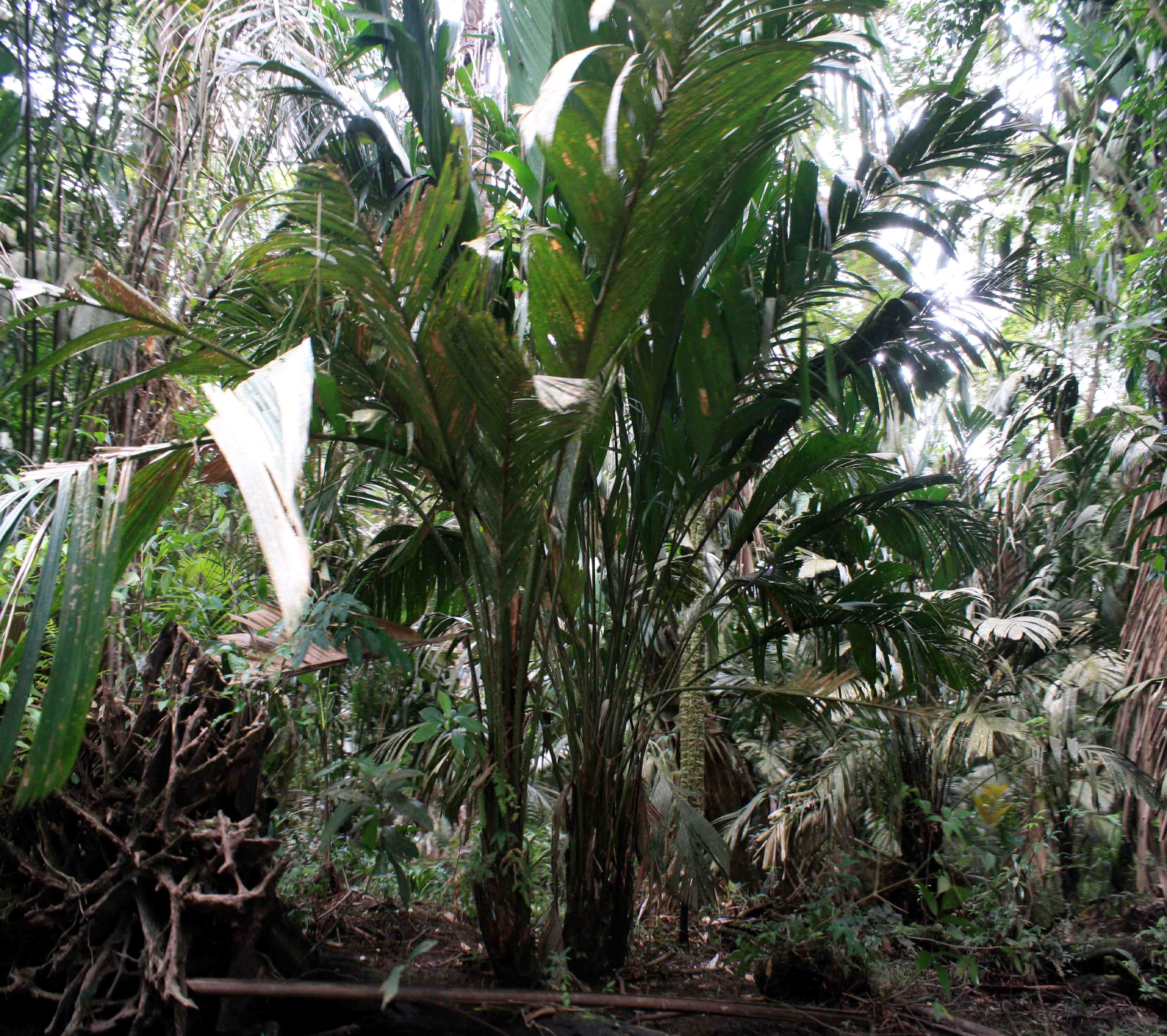
Unterfamilie Arecoideae Tribus Manicarieae: Manicaria saccifera

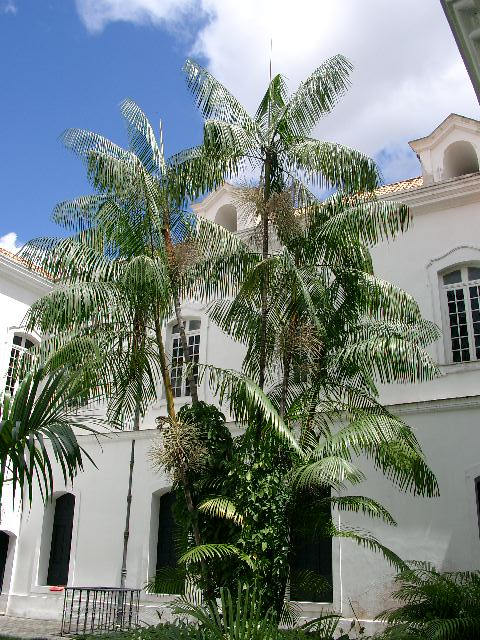
Unterfamilie Arecoideae Tribus Euterpeae: Euterpe oleracea

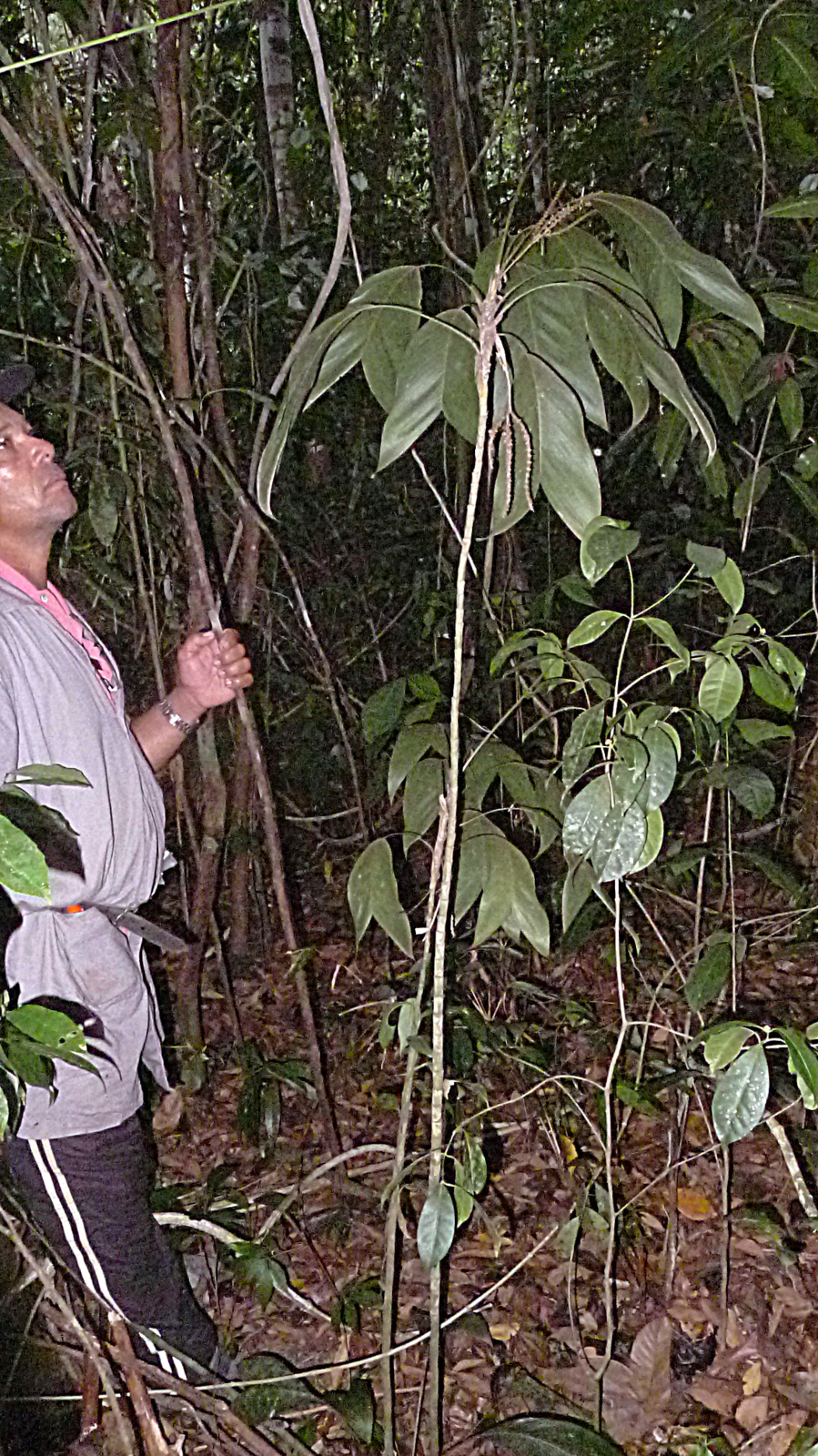
Unterfamilie Arecoideae Tribus Geonomateae: Geonoma pauciflora

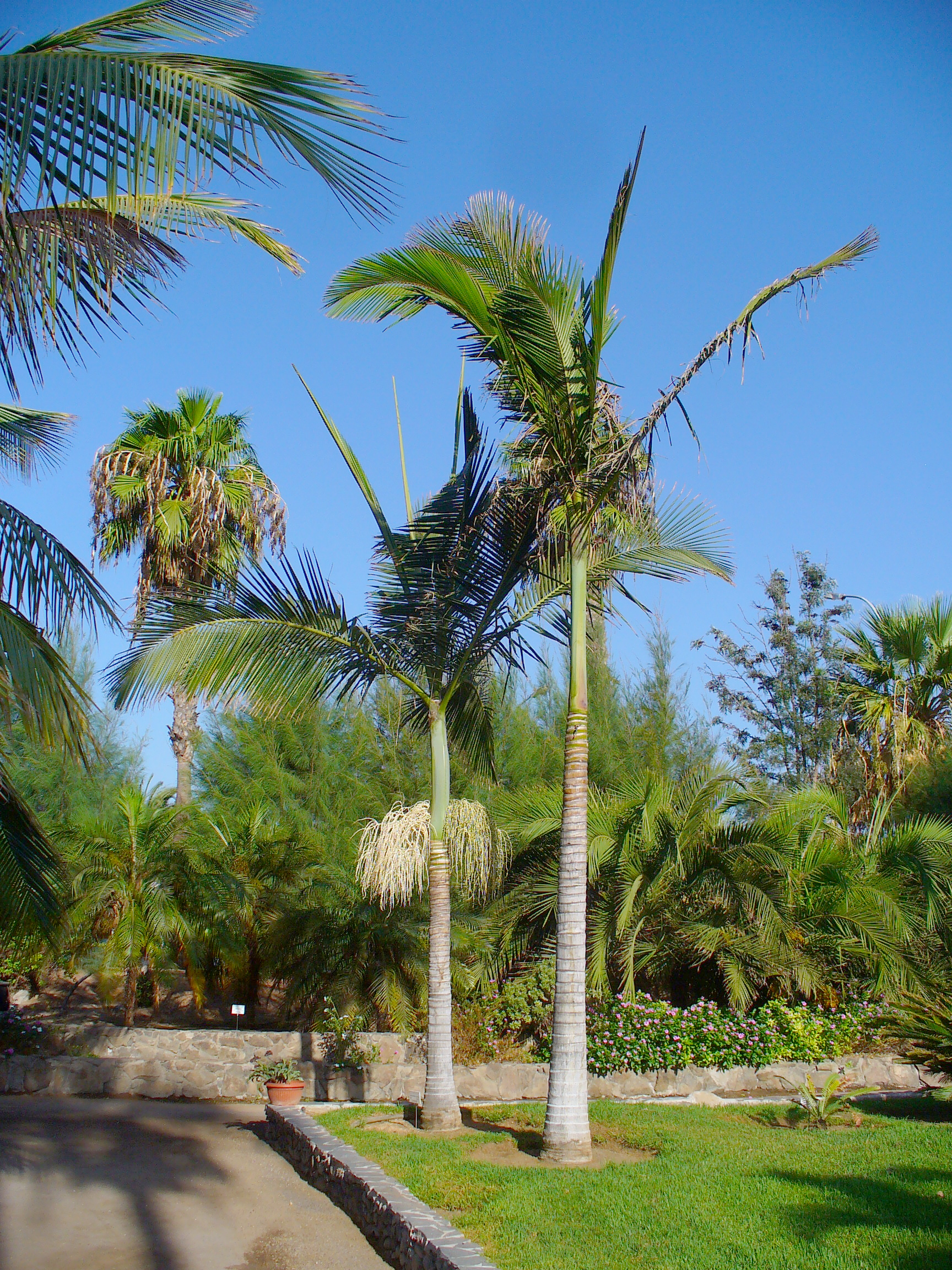
Unterfamilie Arecoideae Tribus Areceae: Archontophoenix alexandrae

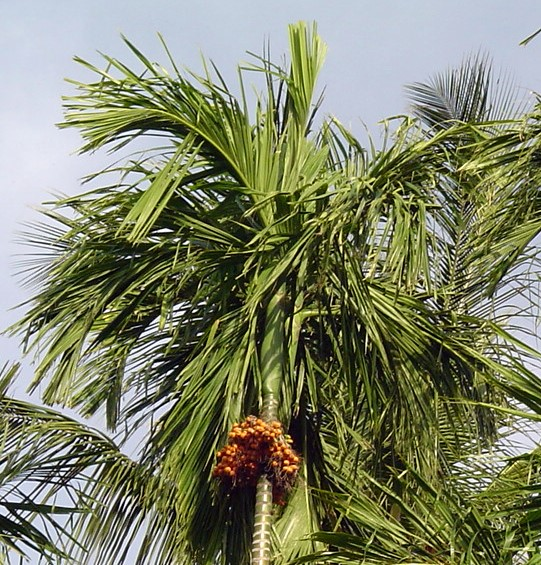
Unterfamilie Arecoideae Tribus Areceae: Betelnusspalme (Areca catechu)

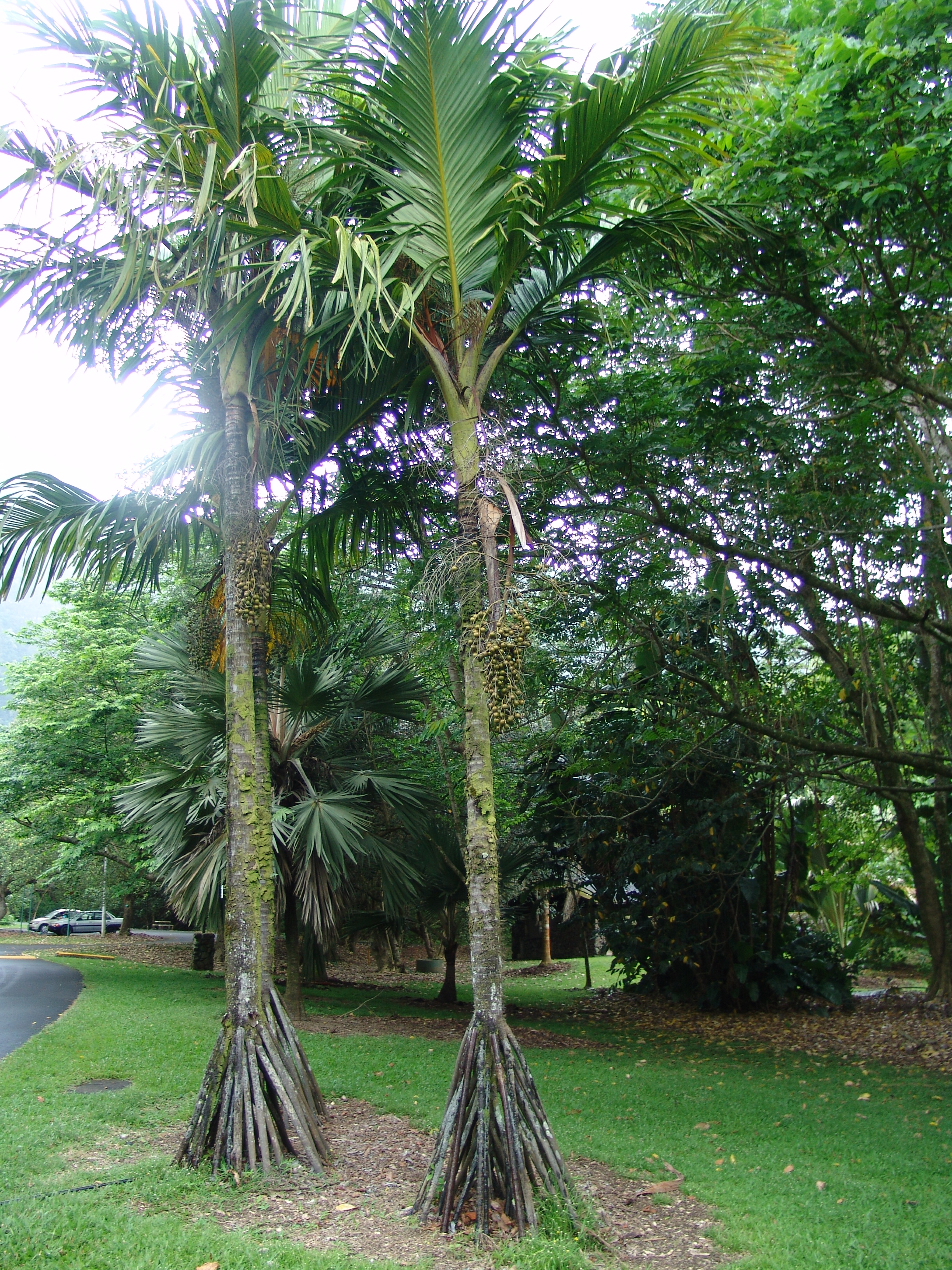
Unterfamilie Arecoideae Tribus Areceae: Verschaffeltia splendida

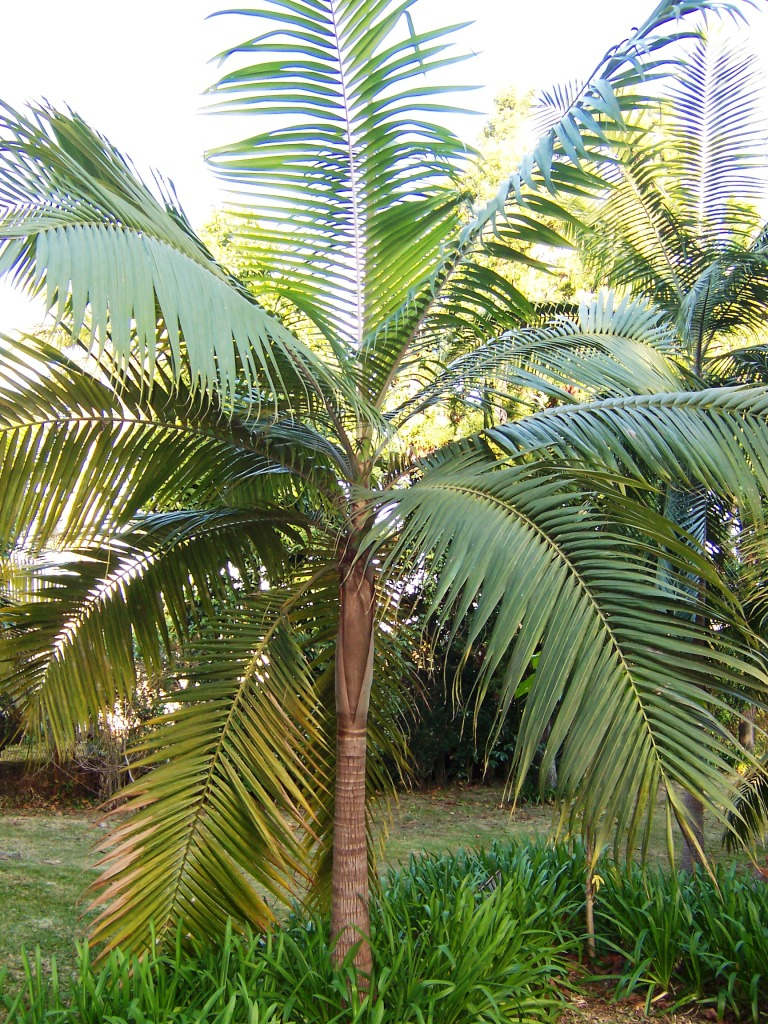
Unterfamilie Arecoideae Tribus Areceae: Dictyosperma album

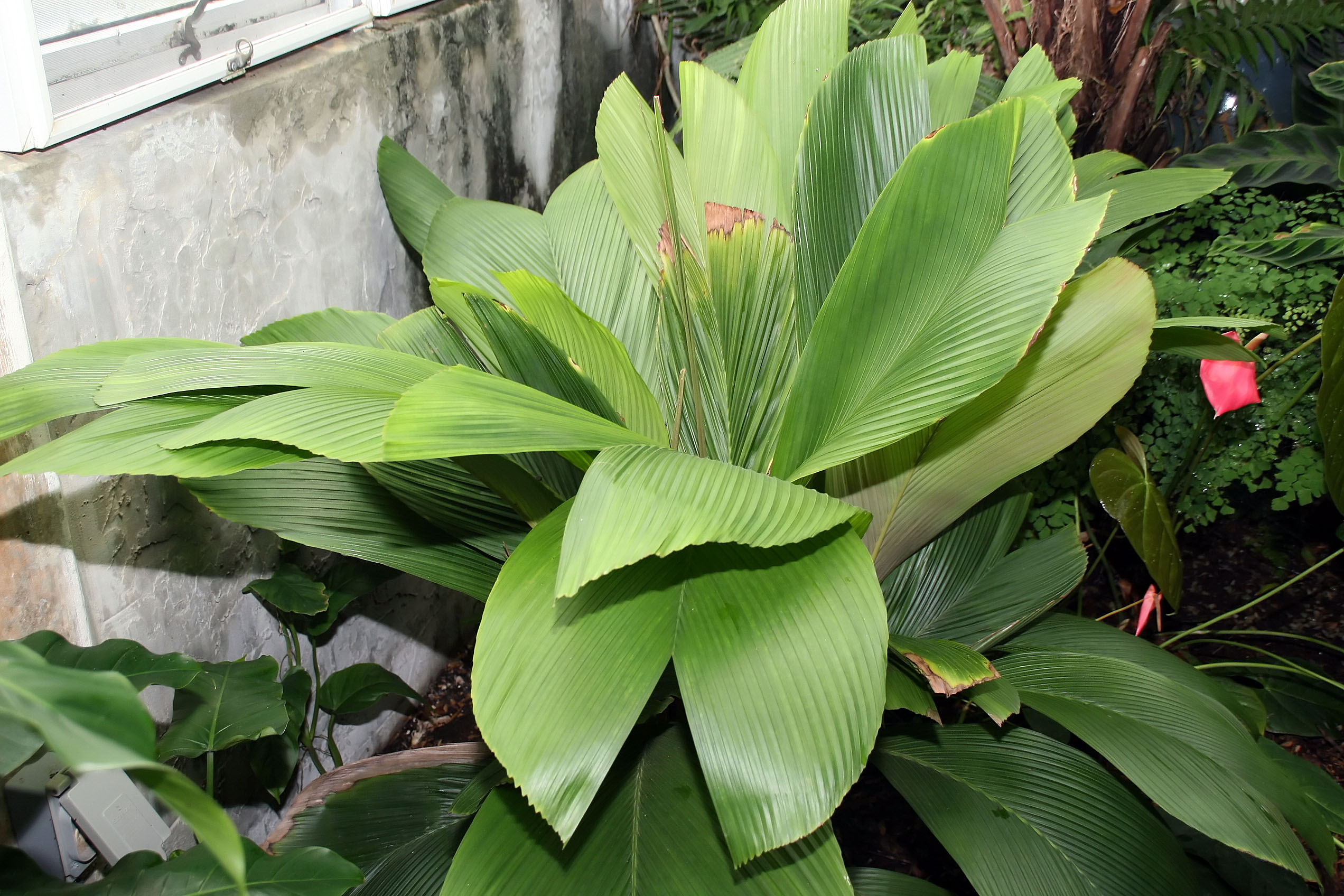
Unterfamilie Arecoideae Tribus Areceae: Iguanura wallichiana

### Taxonomie
Der Familienname Arecaceae wurde 1820 durch Friedrich von Berchtold und Jan Svatopluk Presl in O Prirozenosti Rostlin, S. 266, gültig veröffentlicht. Die Typusgattung von Arecaceae Bercht. & J.Presl nom. cons. ist Areca L. Der Familienname Palmae wurde 1789 durch Antoine Laurent de Jussieu in Genera Plantarum, S. 37, erstveröffentlicht.

### Äußere Systematik
Die Arecaceae bilden eine monophyletische Gruppe. Sie sind die Schwestergruppe der Dasypogonaceae. Diese Verwandtschaftsverhältnisse waren lange unklar und erst 2016 wurden die Dasypogonaceae zu den Arecaceae in die Ordnung Arecales gestellt.

### Innere Systematik
Die Systematik der Arecaceae wurde durch molekulargenetische Studien stark verändert. 2005 wurde eine die verschiedenen Teilarbeiten zusammenfassende Klassifikation der Familie publiziert. Diese Klassifikation wurde 2008 in Genera Palmarum mit Aktualisierungen übernommen.
Die Verwandtschaftsverhältnisse der fünf Unterfamilien sind mittlerweile recht gut untersucht. Sie können durch folgendes Kladogramm dargestellt werden:
|  | \| \| Arecoideae \| \| \| \| \| \| Ceroxyloideae \| \| \| \| |
|  |                                                              |
|  | Coryphoideae                                                 |
|  |                                                              |
|  | Arecoideae                                                   |
|  |                                                              |
|  | Ceroxyloideae                                                |
|  |                                                              |

|  | Arecoideae    |
|  |               |
|  | Ceroxyloideae |
|  |               |

|  | \| \| Arecoideae \| \| \| \| \| \| Ceroxyloideae \| \| \| \| |
|  |                                                              |
|  | Coryphoideae                                                 |
|  |                                                              |
|  | Arecoideae                                                   |
|  |                                                              |
|  | Ceroxyloideae                                                |
|  |                                                              |

|  | Arecoideae    |
|  |               |
|  | Ceroxyloideae |
|  |               |

2016 veröffentlichten Baker und Dransfield eine weitere Aktualisierung der Klassifikation, auf der die folgende Systematik beruht:
- Unterfamilie Calamoideae Griff.:
  - Tribus Eugeissoneae W.J.Baker & J.Dransf.
    - Eugeissona Griff.

  - Tribus Lepidocaryeae Mart. ex Dumort.
    - Subtribus Ancistrophyllinae Becc.
      - Eremospatha (G.Mann & H.Wendl.) H.Wendl.
      - Laccosperma (G.Mann & H.Wendl.) Drude
      - Oncocalamus (G.Mann & H.Wendl.) Benth. & Hook. f.

    - Subtribus Raphiinae H.Wendl.
      - Raphia P.Beauv.

    - Subtribus Mauritiinae
      - Lepidocaryum Mart.
      - Mauritia L. f.
      - Mauritiella Burret

  - Tribus Calameae Kunth ex Lecoq & Juill.
    - Subtribus Korthalsiinae Becc.
      - Korthalsia Blume

    - Subtribus Salaccinae Becc.
      - Eleiodoxa (Becc.) Burret
      - Salacca Reinw.

    - Subtribus Metroxylinae
      - Metroxylon Rottb.

    - Subtribus Pigafettinae J.Dransf. & N.W.Uhl
      - Pigafetta (Blume) Becc.

    - Subtribus Plectocomiinae J.Dransf. & N.W.Uhl
      - Plectocomia Mart. ex Blume
      - Myrialepis Becc.
      - Plectocomiopsis Becc.

    - Subtribus Calaminae Meisn.
      - Calamus L. (einschließlich Retispatha J.Dransf., Daemonorops Blume, Ceratolobus Blume, Pogonotium J.Dransf.)

- Unterfamilie Nypoideae Griffith:
  - Nipapalme (Nypa Steck)

- Unterfamilie Coryphoideae Burnett:
  - Tribus Sabaleae Dumortier
    - Sabal Adans.

  - Tribus Cryosophileae J.Dransf., N.W.Uhl, Asmussen, W.J.Baker, M.M.Harley & C.Lewis
    - Chelyocarpus Dammer
    - Coccothrinax Sarg.
    - Cryosophila Blume
    - Itaya H.E. Moore
    - Hemithrinax Hook. f.
    - Leucothrinax C.Lewis & Zona
    - Sabinaria R.Bernal & Galeano: Es gibt nur eine Art:
      - Sabinaria magnifica Galeano & R.Bernal: Sie kommt in Kolumbien vor.[13]

    - Schippia Burret
    - Thrinax Sw.
    - Trithrinax Mart.
    - Zombia L.H. Bailey

  - Tribus Phoeniceae Horaninov
    - Dattelpalmen (Phoenix L.)

  - Tribus Trachycarpeae Satake
    - Subtribus Rhapidinae J.Dransf., N.W.Uhl, Asmussen, W.J.Baker, M.M.Harley & C.Lewis
      - Chamaerops L.
      - Guihaia J.Dransf., S.K.Lee & F.N.Wei
      - Hanfpalmen (Trachycarpus H. Wendl.)
      - Rhapidophyllum H. Wendl. & Drude
      - Maxburretia Furtado
      - Rhapis L. f. ex Aiton

    - Subtribus Livistoninae
      - Livistona R.Br.
      - Strahlenpalmen (Licuala Wurmb)
      - Johannesteijsmannia H.E. Moore
      - Pholidocarpus Blume
      - Saribus Blume: Die etwa neun Arten kommen von den Philippinen bis zu den Inseln im südwestlichen Pazifik vor.[13]

    - incertae sedis Trachycarpeae
      - Acoelorrhaphe H.Wendl.
      - Serenoa Hook. f.
      - Brahea Mart. ex Endl.
      - Colpothrinax Griseb. & H.Wendl.
      - Copernicia Mart. ex Endl.
      - Pritchardia Seem. & H.Wendl.
      - Washingtonia H.Wendl.

  - Tribus Chuniophoeniceae J.Dransf., N.W.Uhl, Asmussen, W.J.Baker, M.M.Harley & C.Lewis
    - Chuniophoenix Burret
    - Kerriodoxa J. Dransf.
    - Nannorrhops H. Wendl.
    - Tahina J.Dransf. & Rakotoarin.

  - Tribus Caryoteae Scheffer
    - Caryota L.
    - Arenga Labill.
    - Wallichia Roxb.

  - Tribus Corypheae Martius
    - Corypha L.

  - Tribus Borasseae Martius
    - Subtribus Hyphaeninae
      - Bismarckia Hildebrandt & H.Wendl.
      - Satranala J. Dransf. & Beentje
      - Doumpalmen (Hyphaene Gaertn.)
      - Medemia Württemb. ex H. Wendl.

    - Subtribus Lataniinae
      - Latania Comm. ex Juss.
      - Lodoicea Comm. ex DC.
      - Borassodendron Becc.
      - Borassus L.

- Unterfamilie Ceroxyloideae Drude
  - Tribus Cyclospatheae O.F.Cook
    - Pseudophoenix H. Wendl. ex Sarg.

  - Tribus Ceroxyleae Satake
    - Ceroxylon Bonpl. ex DC.
    - Juania Drude
    - Oraniopsis (Becc.) J.Dransf., A.K.Irvine & N.W.Uhl
    - Ravenea L.H.Bailey

  - Tribus Phytelepheae
    - Ammandra O.F.Cook
    - Aphandra Barfod
    - Steinnusspalmen (Phytelephas Ruiz & Pav.)

- Unterfamilie Arecoideae Beilschmied
  - Tribus Iriarteeae Drude
    - Iriartella H.Wendl.:  Die nur zwei Arten sind im tropischen Südamerika verbreitet.[13]
    - Dictyocaryum H.Wendl.: Die etwa drei Arten sind von Panama bis ins tropischen Südamerika verbreitet.[13]
    - Iriartea Ruiz & Pav.
    - Socratea H.Karst.
    - Wettinia Poepp.

  - Tribus Chamaedoreeae
    - Hyophorbe Gaertn.
    - Wendlandiella Dammer
    - Synechanthus H.Wendl.
    - Bergpalmen (Chamaedorea Willd.)
    - Gaussia H. Wendl.

  - Tribus Podococceae J.Dransf. & N.W.Uhl
    - Podococcus G. Mann & H.Wendl.

  - Tribus Oranieae Becc.
    - Orania Zipp.

  - Tribus Sclerospermeae J.Dransf., N.W.Uhl, Asmussen, W.J.Baker, M.M.Harley & C.Lewis
    - Sclerosperma G. Mann & H. Wendl.

  - Tribus Roystoneae J.Dransf., N.W.Uhl, Asmussen, W.J.Baker, M.M.Harley & C.Lewis
    - Roystonea O.F.Cook

  - Tribus Reinhardtieae J.Dransf., N.W.Uhl, Asmussen, W.J.Baker, M.M.Harley & C.Lewis
    - Reinhardtia Liebm.

  - Tribus Cocoseae Dumortier
    - Subtribus Attaleinae
      - Beccariophoenix Jum. & H.Perrier: Die etwa drei Arten kommen nur in Madagaskar vor.[13]
      - Jubaeopsis Becc.: Es gibt nur eine Art:
        - Jubaeopsis caffra Becc.: Sie kommt in Südafrika vom Kap bis KwaZulu-Natal vor.[13]

      - Voanioala J. Dransf.: Es gibt nur eine Art:
        - Voanioala gerardii J.Dransf.: Sie kommt nur im nordöstlichen Madagaskar vor.[13]

      - Allagoptera Nees
      - Attalea Kunth
      - Geleepalmen (Butia (Becc.) Becc.)
      - Kokospalme (Cocos L.)
      - Honigpalme (Jubaea Kunth)
      - Syagrus Mart. (inklusive Lytocaryum Toledo)
      - Parajubaea Burret: Die etwa drei Arten kommen im westlichen Südamerika vor.[13]

    - Subtribus Bactridinae
      - Acrocomia Mart.: Die etwa acht Arten sind von Mexiko bis ins tropische Südamerika weitverbreitet.[13]
      - Astrocaryum G. Mey.: Die etwa 38 Arten sind von Mexiko bis ins tropische Südamerika weitverbreitet.[13]
      - Stachelpalmen (Aiphanes Willd.)
      - Bactris Jacq. ex Scop.
      - Desmoncus Mart.: Die etwa 24 Arten sind in der Neoptropis verbreitet.[13]

    - Subtribus Elaeidinae
      - Barcella (Trail) Trail ex Drude: Es gibt nur eine Art:
        - Barcella odora (Trail) Drude: Sie kommt in Brasilien vor.[13]

      - Ölpalmen (Elaeis Jacq.)

  - Tribus Manicarieae J.Dransf., N.W.Uhl, Asmussen, W.J.Baker, M.M.Harley & C.Lewis
    - Manicaria Gaertn.

  - Tribus Euterpeae J.Dransf., N.W.Uhl, Asmussen, W.J.Baker, M.M.Harley & C.Lewis
    - Hyospathe Mart.
    - Euterpe Mart.
    - Prestoea Hook. f.
    - Neonicholsonia Dammer
    - Oenocarpus Mart.

  - Tribus Geonomateae Luersson
    - Welfia H.Wendl.
    - Pholidostachys H.Wendl. ex Benth. & Hook. f.
    - Calyptrogyne H.Wendl.
    - Calyptronoma Griseb.
    - Asterogyne H. Wendl.
    - Geonoma Willd.

  - Tribus Leopoldinieae J.Dransf., N.W.Uhl, Asmussen, W.J.Baker, M.M.Harley & C.Lewis
    - Leopoldinia Mart.

  - Tribus Pelagodoxeae J.Dransf., N.W.Uhl, Asmussen, W.J.Baker, M.M.Harley & C.Lewis
    - Pelagodoxa Becc.: Mit nur 2 Arten, von denen eine auf der Marquesas-Insel Nuku Hiva vorkommt, die andere auf Vanuatu.[13]
    - Sommieria Becc.

  - Tribus Areceae Dumortier
    - Subtribus Archontophoenicinae J.Dransf. & N.W.Uhl
      - Actinorhytis H. Wendl. & Drude: Es gibt nur eine Art:
        - Actinorhytis calapparia (Blume) H.Wendl. & Drude ex Scheff.: Sie kommt ursprünglich in Neuguinea und auf den Salomonen vor.[13]

      - Archontophoenix H. Wendl. & Drude
      - Actinokentia Dammer: Die nur zwei Arten kommen nur in Neukaledonien vor.[13]
      - Chambeyronia Vieill.: Die nur zwei Arten kommen nur in Neukaledonien vor.[13]
      - Kentiopsis Brongn.: Die etwa vier Arten kommen nur in Neukaledonien vor.[13]

    - Subtribus Arecinae
      - Betelpalmen (Areca L.)
      - Nenga H. Wendl. & Drude: Die etwa fünf Arten kommen vom südlichen Indochina bis ins westliche Malesien vor.[13]
      - Pinanga Blume: Die etwa 140 Arten sind vom tropischen und subtropischen Asien bis zu den Inseln des nordwestlichen Pazifik verbreitet.[13]

    - Subtribus Basseliniinae J.Dransf., N.W.Uhl, Asmussen, W.J.Baker, M.M.Harley & C.Lewis
      - Basselinia Vieill.: Die etwa 14 Arten kommen nur in Neukaledonien vor.[13]
      - Burretiokentia Pic. Serm.: Die etwa fünf Arten kommen nur in Neukaledonien vor.[13]
      - Cyphophoenix H.Wendl. ex Benth. & Hook. f.: Die etwa vier Arten kommen nur in Neukaledonien vor.[13]
      - Cyphosperma H.Wendl. ex Benth. & Hook. f.: Die etwa fünf Arten kommen auf Inseln des südwestlichen Pazifik vor.[13]
      - Lepidorrhachis (H.Wendl. & Drude) O.F.Cook: Es gibt nur eine Art:
        - Lepidorrhachis mooreana (F.Muell.) O.F.Cook: Dieser Endemit kommt nur auf der Lord-Howe-Insel vor.[13]

      - Physokentia Becc.: Die etwa sieben Arten kommen vom Bismarck-Archipel bis zu den Inseln im südwestlichen Pazifik vor.[13]

    - Subtribus Carpoxylinae J.Dransf., N.W.Uhl, Asmussen, W.J. Baker, M.M. Harley & C. Lewis
      - Carpoxylon H.Wendl. & Drude: Mit nur einer Art:
        - Carpoxylon macrospermum H.Wendl. & Drude: Sie kommt auf der Vanuatu-Insel Aneityum vor.[13]

      - Satakentia H.E. Moore: Es gibt nur eine Art:
        - Satakentia liukiuensis (Hatus.) H.E.Moore: Dieser Endemit kommt nur auf den Nansei-Inseln vor.[13]

      - Neoveitchia Becc.

    - Subtribus Clinospermatinae J.Dransf., N.W.Uhl, Asmussen, W.J.Baker, M.M.Harley & C.Lewis
      - Cyphokentia Brongn.: Die nur zwei Arten kommen nur in Neukaledonien vor.[13]
      - Clinosperma Becc.: Die etwa vier Arten kommen nur in Neukaledonien vor.[13]

    - Subtribus Dypsidinae
      - Dypsis Noronha ex Mart.: Die etwa 168 Arten kommen in Tansania, auf den Komoren und in Madagaskar vor.[13]
      - Lemurophoenix J. Dransf.: Es gibt nur eine Art:
        - Lemurophoenix halleuxii J.Dransf.: Sie kommt nur im nordöstlichen Madagaskar vor.[13]

      - Marojejya Humbert: Die nur zwei Arten kommen nur in Madagaskar vor.[13]
      - Masoala Jum.

    - Subtribus Laccospadicinae J.Dransf., N.W.Uhl, Asmussen, W.J.Baker, M.M. Harley & C. Lewis
      - Calyptrocalyx Blume: Die etwa 26 Arten kommen von den Molukken bis Neuguinea vor.[13]
      - Linospadix Becc. ex Hook. f.: Die etwa sieben Arten kommen von Neuguinea bis ins östliche Australien vor.[13]
      - Howea Becc.
      - Laccospadix Drude & H. Wendl.: Es gibt nur eine Art:
        - Laccospadix australasicus H.Wendl. & Drude:  Dieser Endemit kommt nur im nordöstlichen Queensland vor.[13]

    - Subtribus Oncospermatinae
      - Oncosperma Blume
      - Deckenia H. Wendl. ex Seem.: Mit nur einer Art:
        - Deckenia nobilis H. Wendl. ex Seem.: Sie kommt ursprünglich auf den Seychellen vor.[13]

      - Acanthophoenix H.Wendl.: Die etwa drei Arten kommen auf Réunion und Mauritius vor.[13]
      - Tectiphiala H.E.Moore: Es gibt nur eine Art:
        - Tectiphiala ferox H.E.Moore: Dieser Endemit kommt nur auf Mauritius vor.[13]

    - Subtribus Ptychospermatinae
      - Ptychosperma Labill.: Die etwa 29 Arten kommen von den Molukken bis ins nördliche Australien vor.[13]
      - Ponapea Becc.: Die etwa vier Arten kommen vom Bismarck-Archipel bis zu den Inseln im nordwestlichen Pazifik vor.[13]
      - Adonidia Becc.: Die nur zwei Arten kommen von Borneo bis zu den Philippinen vor.[13]
      - Balaka Becc. (inklusive Solfia Rech.): Die etwa zehn Arten kommen auf Inseln im südwestlichen Pazifik vor.[13]
      - Veitchia H.Wendl.: Die etwa elf Arten kommen von den Salomonen bis zu den Inseln im südwestlichen Pazifik vor.[13]
      - Carpentaria Becc.: Es gibt nur eine Art:
        - Carpentaria acuminata (H.Wendl. & Drude) Becc.: Sie kommt im nördlichen Australien vor.[13]

      - Wodyetia A.K.Irvine: Mit nur einer Art:
        - Wodyetia bifurcata A.K.Irvine: Sie kommt nur im nördlichen Queensland vor.[13]

      - Drymophloeus Zipp.: Die drei Arten kommen von den Molukken bis zu den Inseln im südwestlichen Pazifik vor.[13]
      - Normanbya F. Muell. ex Becc.: Es gibt nur eine Art:
        - Normanbya normanbyi (W.Hill) L.H.Bailey: Dieser Endemit kommt im nordöstlichen Queensland vor.[13]

      - Brassiophoenix Burret: Die nur zwei Arten kommen in Neuguinea vor.[13]
      - Ptychococcus Becc.
      - Jailoloa Heatubun & W.J.Baker: Es gibt nur eine Art:
        - Jailoloa halmaherensis (Heatubun) Heatubun & W.J.Baker: Sie kommt nur auf den Molukken vor.[13]

      - Manjekia W.J. Baker & Heatubun: Es gibt nur eine Art:
        - Manjekia maturbongsii (W.J.Baker & Heatubun) W.J.Baker & Heatubun: Sie kommt im westlichen Neuguinea vor.[13]

      - Wallaceodoxa Heatubun & W.J. Baker

    - Subtribus Rhopalostylidinae J.Dransf., N.W.Uhl, Asmussen, W.J.Baker, M.M.Harley & C.Lewis
      - Rhopalostylis H. Wendl. & Drude: Die nur zwei Arten kommen in Neuseeland, auf der Norfolkinsel, den Kermadecinseln und den Chatham-Inseln vor.[13]
      - Hedyscepe H. Wendl. & Drude: Es gibt nur eine Art:
        - Hedyscepe canterburyana (C.Moore & F.Muell.) H.Wendl. & Drude: Sie kommt nur auf der Lord-Howe-Insel vor.[13]

    - Subtribus Verschaffeltiinae J.Dransf., N.W.Uhl, Asmussen, W.J.Baker, M.M.Harley & C.Lewis
      - Nephrosperma Balf. f.
      - Phoenicophorium H.Wendl.
      - Roscheria H. Wendl. ex Balf. f.
      - Verschaffeltia H. Wendl.

  - Incertae sedis Areceae
    - Bentinckia Berry ex Roxb.: Die nur zwei Arten kommen in Indien und auf den Nikobaren vor.[13]
    - Clinostigma H. Wendl.: Die etwa elf Arten kommen vom Bismarck-Archipel bis zu den Inseln im westlichen Pazifik und auf den Ogasawara-Inseln vor.[13]
    - Cyrtostachys Blume: Die etwa sieben Arten kommen von Thailand bis Neuguinea, dem Bismarck-Archipel und den Salomonen vor.[13]
    - Dictyosperma H. Wendl. & Drude: Es gibt nur eine Art:
      - Dictyosperma album (Bory) Scheff.: Sie kommt in drei Varietäten auf Mauritius, Réunion und der Insel Rodrigues vor.[13]

    - Dransfieldia W.J.Baker & Zona
    - Heterospathe Scheff.: Die etwa 41 Arten kommen von den Philippinen bis zu den Inseln im westlichen Pazifik vor.[13]
    - Hydriastele H. Wendl. & Drude: Mit etwa 37 Arten, die von Malesien bis zu den Inseln im westlichen Pazifik vorkommen.[13]
    - Iguanura Blume
    - Loxococcus H. Wendl. & Drude: Es gibt nur eine Art:
      - Loxococcus rupicola (Thwaites) H.Wendl. & Drude: Sie kommt im südwestlichen Sri Lanka vor.[13]

    - Rhopaloblaste Scheff.

## Nutzung

### Nahrungsmittel
Die Früchte von rund 100 Palmenarten sind essbar (Dattelpalme, Palmyrapalme), von anderen deren Samen (Kokosnuss, Betelnuss, Palmyrapalme). Den essbaren Vegetationskegel bezeichnet man als Palmherz, aus dem Mark des Stammes einiger Arten lässt sich Sago gewinnen. Im indomalayischen Raum hat die Sagopalme eine große Bedeutung als Stärkelieferant. Der Saft von Palmen – vor allem der Zuckerpalme – wird zur Herstellung von Getränken benutzt, aus ihm kann auch Zucker gewonnen werden. Durch Gärung entsteht Palmwein. Auch durch die Vergärung von Fruchtfleisch lassen sich Getränke herstellen. Wenige Palmenblüten locken Bienen an, Palmhonig ist daher eigentlich ein Palmsirup und wird nicht von Bienen produziert, sondern entsteht durch Einkochen des Palmensaftes, vergleichbar mit Ahornsirup. Als wirtschaftlich bedeutender Ölproduzent wird die aus Afrika stammende Ölpalme mittlerweile weltweit in den Tropen kultiviert.

### Baumaterialien
In vielen Ländern sind Palmenarten das Grundmaterial für den Hausbau, wobei deren Stämme wie Holz und die wasserabweisenden Blätter für die Dach-Eindeckung genutzt werden (Palapa). Aus Rotangpalmen (Calamus) werden Rattan-Möbel hergestellt.

### Zierpflanzen und Erosionsschutz
Palmenarten werden sowohl als Stilelement zur Vermittlung eines südländischen Eindrucks in öffentlichen Grünanlagen und Gärten genutzt wie auch als Zimmerpflanzen.
In regenarmen Gebieten werden sie zum Stabilisieren des Bodens an Böschungen und (evtl. bewässerten) Grünanlagen verwendet. Sie sind auch wesentlich unempfindlicher gegen Windbruch als Laubbäume, sodass sie gut an windexponierten Stellen gedeihen können.